# Senegal
Die Republik Senegal (französisch République du Sénégal [seneˈgal]), kurz Der Senegal, ein Staat des frankophonen Afrikas, liegt an der westlichen Spitze Kontinentalafrikas. Senegal erstreckt sich, von der kühlen Atlantikküste im Westen ausgehend, zwischen dem für das Land namensgebenden Senegal-Fluss an der Nordgrenze zu Mauretanien, von den dortigen Ausläufern der Sahara bis zu dem beginnenden tropischen Feuchtwald an der Südgrenze zu Guinea und Guinea-Bissau, und reicht im östlichen Landesinneren in die heiße Sahel-Region an der Grenze zu Mali. Ausgenommen von diesem so umschriebenen Gebiet ist im Südwesten der englischsprachige Kleinstaat Gambia, der von der Mündung des für diesen Staat namensgebenden Gambia-Flusses ausgehend, brückenkopfartig beiderseits des Flusses weit nach Osten reicht und so die inländischen Landverbindungen Senegals zu dem als Casamance bekannten Südsenegal auf eine einzige Straßenbrücke über den Fluss jenseits der Ostgrenze Gambias reduziert.
Hauptstadt ist die Millionenstadt Dakar, weitere bedeutende Städte sind die Pilgermetropole Touba, Kaolack und Thiès. 
Teile des Senegal sind bereits seit dem 11. Jahrhundert Teil der islamischen Welt. Im Land bekennen sich mehr als 95 Prozent der Einwohner zum Islam. In Südsenegal gibt es eine starke christliche Minderheit, denn entlang der Küste errichteten seit 1445 portugiesische Seefahrer sowie Angehörige anderer europäischer Kolonialmächte Handelsfaktoreien und Missionsstationen. Die Europäer, deren jeweilige Dominanz an der Küste mehrfach wechselte, betrieben Handel – nicht zuletzt Sklavenhandel, mit den das Binnenland wechselnd beherrschenden Reichen, bis Frankreich im 19. Jahrhundert begann, diese Reiche mit diplomatischen und militärischen Mitteln unter seine Oberhoheit zu bringen (siehe hier). So wurde Senegal im Jahr 1895 zu einer französischen Kolonie. Am 20. August 1960 wurde die Republik Senegal ausgerufen, verankerte ein Mehrparteiensystem in der Verfassung und wurde zu einem der wenigen demokratisch regierten Staaten auf dem afrikanischen Kontinent.
Die Abhängigkeit von wenigen Exportgütern wie Erdnüssen, Phosphaten und Fisch, rasches Bevölkerungswachstum und Staatsverschuldung führten ab den 1980er Jahren im vormals wohlhabenden Senegal zu Verarmung und wachsenden sozialen Spannungen, zu denen seit 1982 auch die Abspaltungsbestrebungen der Casamance kamen.
In der Folge machte sich Senegal abhängig von Krediten der Industrie- und Erdölländer sowie von Entwicklungshilfe. 

## Geographie
Senegal liegt als Küstenstaat an der Atlantikküste rund um Cap Vert im äußersten Westen Afrikas. Im Norden und Nordosten grenzt Senegal mit dem Grenzfluss Senegal an Mauretanien und im Osten bildet der linke Senegal-Nebenfluss Falémé die Grenze zum Nachbarland Mali. Im Süden führt eine ziemlich genau in Ost-West-Richtung verlaufende Landgrenze mit den Nachbarstaaten Guinea und Guinea-Bissau zurück zum Atlantik. Ausgenommen von dieser so umschriebenen Grenze ist im Süden vom Atlantik her ein Landstreifen beiderseits der Mündung und des schiffbaren Unterlaufs des Gambiaflusses. Dieser 300 Kilometer tiefe Einschnitt bildet das Staatsgebiet von Gambia. Die Grenze zwischen Gambia und Senegal erschwert die Verbindung der senegalesischen Südwestregion Casamance zum Rest des Landes.
Senegal liegt, bedingt durch regionale Unterschiede in jährlichen Niederschlagsmengen, im Übergang der kargen Vegetation der Sahelzone im Norden zu den fruchtbareren Tropen im Süden.

### Landschaftsbild
Die höchste Erhebung des Landes ist mit 648 m der Gipfel der Nepen-Diakha-Berge. Diese liegen in der Region Kédougou auf der Grenze zu Guinea, 126 km westlich des Dreiländerecks mit Mali und Guinea. Die Küste ist 531 Kilometer lang. Die Landschaft besteht aus Ebenen, die langsam zu den Gebirgsausläufern im Südosten ansteigen. Im Süden des Landes – bei Vélingara – liegt der Vélingara-Krater.

### Gewässer
Flüsse
Der Senegalstrom ist der bedeutendste Fluss des Landes. Er entspringt als Bafing im Bergland von Fouta Djallon in Guinea. Nach dem Zusammenfluss mit dem Bakoye in Mali nimmt er als Grenzfluss zwischen Mali und Senegal den Falémé auf. Von da an bildet der Senegal auf einer Länge von etwa 500 km die Nordgrenze Senegals zu Mauretanien. Weitere bedeutende Flüsse des Landes sind Casamance, Gambia und sein Nebenfluss Koulountou, Sine und Saloum. Allen diesen Flüssen ist gemeinsam, dass sie wegen des sehr flachen Oberflächenprofiles des Landes sehr wenig Gefälle haben. Alle Hauptströme münden in ausgedehnten Deltas in den Atlantischen Ozean. Die Wasserführung ist ausgeprägten jahreszeitlichen Schwankungen unterworfen. In der Trockenzeit kann Meerwasser mit der Flut mehrere hundert Kilometer flussaufwärts dringen (am Senegal-Fluss wurde diesem Gezeitenstrom durch den Bau des Diama-Damms eine Grenze gesetzt); während der Regenzeit sind dagegen Hochwasser und Überflutungen häufig.
Seen
Der größte See des Landes ist der flache Lac de Guiers mit einer Nord-Süd-Ausdehnung von 80 km und einer Ost-West-Ausdehnung von bis zu 12 km. Während der Regenzeit kann sich der See beträchtlich in Richtung Süden in den Ferlo ausdehnen. Der Lac de Guiers hat für die Trinkwasserversorgung der Region wie auch Dakars große Bedeutung. Der Retba-Salzsee unweit Dakars ist wegen seiner rosa Verfärbung aufgrund der Aktivität von Organismen im Wasser berühmt. Er ist bedeutend für die Salzgewinnung und den Tourismus; er steht seit 2005 ein auf der Tentativliste für ein UNESCO-Welterbe.
Meer
Die etwa 500 km lange Atlantikküste des Senegal ist geprägt durch das Aufeinandertreffen des kühlen Kanarenstromes, des warmen Äquatorialstromes und von kaltem Auftriebswasser. Der Kanarenstrom dominiert in der Trockenzeit zwischen Dezember und April. Die Wassertemperatur des Kanarenstromes, die unter 20 °C liegt, und das kalte Auftriebswasser machen die senegalesische Küste im Winterhalbjahr zu einer Kaltwasserküste. In der Regenzeit zwischen Juni und November dominiert hingegen der Äquatorialstrom mit Wassertemperaturen von 27–28 °C. Die Kombination von nährstoffreichem Tiefenwasser und der hohen Produktion von Phytoplankton im Oberflächenwasser führt zu sehr großen Fischvorkommen; der jahreszeitliche Wechsel der Wassertemperatur führt zu weiträumiger Migration der Fischarten, so z. B. des Thunfisches.

### Klima
Das Klima des Senegal ist charakterisiert durch einen ausgeprägten Wechsel zwischen trockenem Nord-Ost-Passat und den feuchten Luftmassen des westafrikanischen Monsuns und dem damit verbundenen markanten Wechsel zwischen Trocken- und Regenzeit.
Während der Sommermonate von April bis Oktober liegt das Land in der Einflusszone des westafrikanischen Monsuns, der in Richtung Norden vordringt. Dieser beschert dem Süden des Senegal ergiebige Niederschläge, während er im Norden zu Regenschauern führt. In den Wintermonaten zwischen Oktober und April dringt trockene, kontinentale Luft aus Nordosten in Richtung Süden vor; es weht der Harmattan, ein trockener und teilweise staubbeladener Wind. An der Küste herrschen gleichzeitig feucht-kühle passatische Luftmassen vor.
Die jährliche Niederschlagsmenge variiert von 1500 Millimeter im Süden bis unter 350 Millimeter im Norden und Nordosten. Entscheidend für das Land ist jedoch die Volatilität des Niederschlages. So führte ein Absinken der durchschnittlichen Jahresniederschläge zwischen 1968 und 1973 zu einer langjährigen Dürre. Kurze Dürreperioden innerhalb einer Regenzeit sind ebenfalls ein erhebliches Risiko für die Landwirtschaft und können gravierende Ernteausfälle verursachen.
Die Temperaturen liegen zwischen 22 und 27 °C im Winter an der Küste und über 40 °C am Ende der Trockenzeit im Landesinneren. Schwüle kommt nur kurzzeitig im März und April vor.
Wechsel zwischen Feucht- und Trockenphasen waren in den letzten 20.000 Jahren normal; so war lange Zeit unklar, ob der Rückgang der Niederschläge, der in den letzten 50 Jahren verzeichnet wurde, durch den Menschen verursacht ist oder nicht. Die langsame Aridisierung des Landes hat verheerende Auswirkungen auf Natur, Menschen und Wirtschaft.

### Nationalparks
- Nationalpark Basse-Casamance (gegründet 1970)
- Nationalpark Delta du Saloum (gegründet 1976): mit Sümpfen und Mangrovenwäldern; Vögel und auch Säugetiere
- Nationalpark Djoudj (gegründet 1971): Weltnaturerbe der UNESCO; eines der größten Vogelreservate in Westafrika mit zirka 330 Vogelarten; von November bis April Aufenthaltsstätte europäischer Zugvögel
- Nationalpark Îles de la Madeleine (gegründet 1976)
- Nationalpark Langue de Barbarie (gegründet 1976): zirka 20 Quadratkilometer; an der Senegalmündung gelegen; Wasservögel und europäische Zugvögel
- Nationalpark Niokolo-Koba (gegr. 1954): Weltnaturerbe der UNESCO; 9500 Quadratkilometer; 80 Säugetierarten, darunter die letzten Elefanten des Senegals und 300 Vogelarten

### Städte
Die Entstehung von Städten ist ein relativ neues Phänomen. Anders als in Nachbarländern wurden in Senegal keine Handelsstädte gegründet, da das Land abseits der Handelsrouten durch die Sahara lag. So gab es 1920 auch nur vier Orte mit einer Bevölkerung von über 5000 Einwohnern. Stadtgründungen geschahen während der Kolonialzeit vor allem entlang der Eisenbahnstrecke, die das Erdnussbecken erschloss.
Ein rasches Wachstum der Städte ist ab 1955 zu verzeichnen. Im Unterschied zu zahlreichen Ländern des Globalen Südens ist die Urbanisierung jedoch nicht nur auf die Hauptstadt begrenzt. Das Wachstum speist sich einerseits aus Arbeits- und Ausbildungsmigration nach Dakar, aber auch in die sekundären Zentren, in denen mittlerweile aus Mittelstädten Großstädte geworden sind. Entlang von Versorgungsadern findet auch in Kleinstädten eine rasche Urbanisierung statt, die vor allem bei Dürren durch zahlreiche Flüchtlinge vom Land vorangetrieben wird. Ein weiteres Charakteristikum der Urbanisierung in Senegal sind die schnellwachsenden Heiligen Städte, in denen sich zahlreiche Gläubige ansiedeln, um näher am Heiligtum sein zu können. So wuchs die Bevölkerung von Touba von 3000 Einwohnern im Jahr 1961 auf mehr als 500.000 Menschen an.
In Städten, deren Wachstum sich hauptsächlich von Landflüchtlingen speist, bilden sich Viertel, die von Menschen aus derselben Region oder derselben ethnischen Herkunft besiedelt werden. Dort bilden sich Netze der Solidarität; gleichzeitig bleibt das Hauptinteresse der neuen Städter jedoch in ihrer alten Heimat. So wird die Familie in Krisenzeiten oder auch in den Schulferien zurück in das Heimatdorf geschickt, weil dort in der Großfamilie das Überleben einfacher ist. Transferleistungen und neue Ideen aus der Stadt führen zugleich zu schnellen Modernisierungsprozessen auf dem Land.
Im Jahr 2023 lebten 50 Prozent der Einwohner des Senegal in Städten. Viele Städte in Senegal wachsen rasant an. Die größten Städte sind (Stand Zensus 2023):
1. Dakar (einschl. Pikine und Guédiawaye): 3.186.088 Einwohner
2. Touba: 1.120.824 Einwohner
3. Thiès: 391.253 Einwohner
4. Kaolack: 298.904 Einwohner
5. Rufisque: 295.459 Einwohner
6. M’bour: 284.189 Einwohner
7. Saint-Louis: 254.171 Einwohner
8. Ziguinchor: 214.874 Einwohner

## Bevölkerung
Ein Großteil der Bevölkerung lebt an der Westküste; dort vor allem im Einzugsgebiet der Hauptstadt Dakar. 51 Prozent der Bevölkerung leben in eher ländlichen Gegenden. Hunderttausende Senegalesen leben im Ausland, vor allem in Frankreich.

### Demografie

Bevölkerungsentwicklung, Fertilitäts- und Nettoreproduktionsraten von 1950 bis 2021; Prognose der Bevölkerungsentwicklung bis 2032; Schätzung der Vereinten Nationen 2022
Blaue Kurve (linke Y-Achse): Gesamtbevölkerung jeweils zum 1. Juli in Tausend
Blaue gepunktete Kurve (linke y-Achse): Gesamtbevölkerung jeweils zum 1. Juli in Tausend, „Mittlere Prognose“ („Medium variant“)
Rote Kurve (rechte y-Achse): Gesamtfruchtbarkeitsrate (Lebendgeburten pro Frau)
Gelbe Kurve (rechte y-Achse): Nettoreproduktionsrate (überlebende Töchter pro Frau)

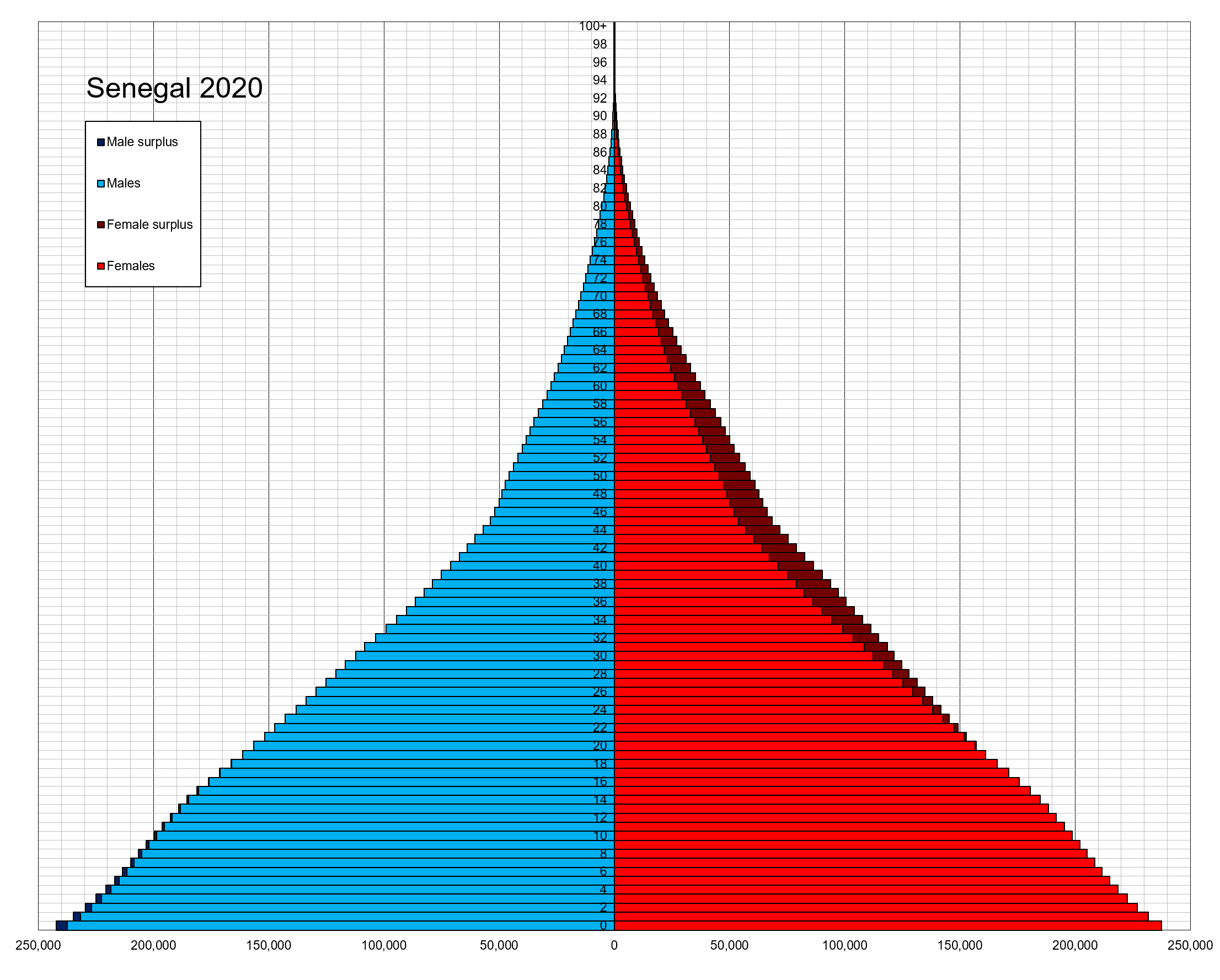
Senegal hat eine junge Bevölkerung (2020)

Senegal hatte 2023 17,8 Millionen Einwohner. Das jährliche Bevölkerungswachstum betrug + 2,5 %. Zum Bevölkerungswachstum trug ein Geburtenüberschuss (Geburtenziffer: 32,1 pro 1000 Einwohner vs. Sterbeziffer: 5,5 pro 1000 Einwohner) bei. Die Anzahl der Geburten pro Frau lag 2022 statistisch bei 4,3, die der Region West- und Zentral-Afrika betrug 4,9. Die Lebenserwartung der Einwohner des Senegal ab der Geburt lag 2022 bei 67,9 Jahren. Der Median des Alters der Bevölkerung lag im Jahr 2021 bei 17,8 Jahren. Im Jahr 2023 waren 41,1 Prozent der Bevölkerung unter 15 Jahre, während der Anteil der über 64-Jährigen 3,1 Prozent der Bevölkerung betrug.
| Jahr | Einwohnerzahl |
| ---- | ------------- |
| 1950 | 02.487.000    |
| 1960 | 03.207.000    |
| 1970 | 04.258.000    |
| 1980 | 05.593.000    |
| 1990 | 07.556.000    |
| 2000 | 09.884.000    |
| 2010 | 12.916.000    |
| 2020 | 16.744.000    |
| 2030 | 21.551.000    |

### Migration

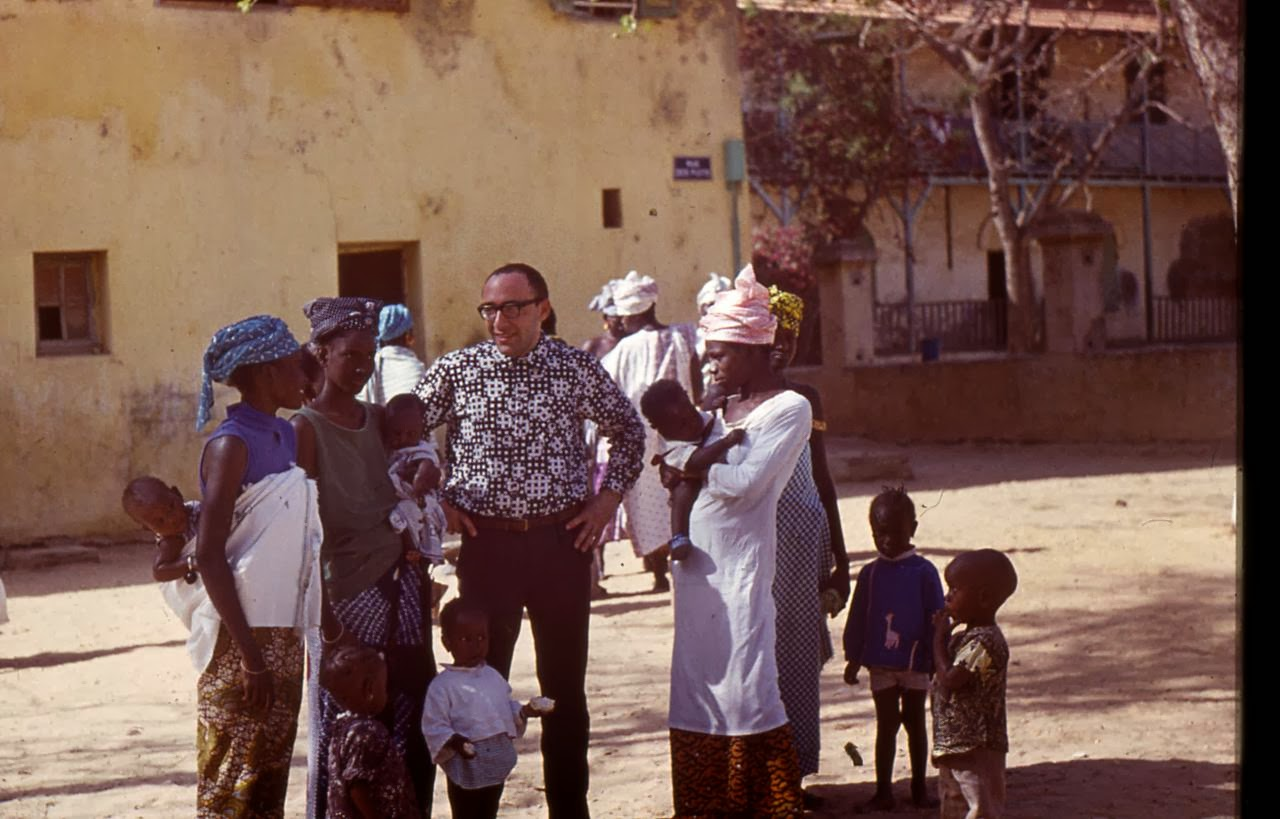
Dorf in Senegal

Jahreszeitliche Wanderungen sind in der Sahelzone, wo Teile der Bevölkerung nomadisch leben, ein traditioneller Bestandteil der Kultur. Die Viehhirten suchen während der Trockenzeit die Regionen um die Flussläufe auf, während sie in der Regenzeit in das Landesinnere ziehen.
Die wirtschaftliche Entwicklung der Kolonialzeit führte zu Arbeitsmigration. Die navetanes waren Saisonarbeiter aus den Nachbarländern Senegals, die im Erdnussbecken Arbeit fanden. Während diese Art von Migration längst zum Erliegen gekommen ist, ist die Urbanisierung, der Zuzug in die Städte, allen voran in die Metropolregion Dakar, ungebrochen. Ausbildung und Arbeitsplätze für Menschen mit höherer Bildung sind fast ausschließlich hier verfügbar.
Im Jahr 2017 waren 1,7 Prozent der Bevölkerung im Ausland geboren. Die häufigsten Herkunftsländer waren Mauretanien, Guinea, Mali und Guinea-Bissau.
Die Auswanderung aus dem Senegal, bevorzugt nach Frankreich, begann schon im 19. Jahrhundert. Heute sind neben Frankreich auch die restliche EU, in geringerem Maße auch die USA und andere westafrikanische Staaten, Ziel der Auswanderer. Von den Hunderttausenden Senegalesen, die bereits in Frankreich wohnen, haben viele neben der französischen Lebensart auch die französische Staatsbürgerschaft angenommen. Sie haben einen nicht zu vernachlässigenden Einfluss auf die Kultur des Senegal und ihre Überweisungen stellen einen bedeutenden Wirtschaftsfaktor dar.

### Bevölkerungsstruktur
Das bedeutendste Volk des Senegal sind die Wolof. Die Wolof gründeten zwischen dem 15. und dem 19. Jahrhundert mehrere feudalistische Königtümer, deren Spuren bis heute in der Gesellschaft des Landes sichtbar sind. In der Kolonialzeit kam die Mehrzahl der Bewohner der Kolonialstädte von den Wolof, auch die Beamten rekrutierten sich vornehmlich aus dieser Ethnie. Trotz der Zusammenarbeit mit den Franzosen haben sich die Wolof eine eigenständige Kultur erhalten. Die Wolof sind größtenteils Muslime. Die Lébou sind ein kleines, den Wolof sehr nahestehendes, Volk von etwa 50.000 Menschen. Sie leben entlang der Küste von Cap Vert, an der sie Fischerei und Gartenbau betreiben. Auch sie sind Muslime und gehören größtenteils der Layène-Brüderschaft an.
Die Serer sind ein Bauernvolk im Zentrum und Westen des Senegal. Sie übernahmen den Islam erst sehr spät und lehnten die Übernahme von französischen Kulturelementen ab. Trotzdem existiert heute eine Minderheit an katholischen Serern, z. B. der frühere Präsident Léopold Sédar Senghor.
Die Toucouleur sind ebenfalls ein Bauernvolk. Sie besiedeln die Region entlang des Flusses Senegal. Sie wurden bereits im 12. Jahrhundert islamisiert und spielten später bei der Verbreitung des Islam in den südlich angrenzenden Landesteilen eine bedeutende Rolle. Die Toucouleur leben in einer Art Symbiose mit den Fulbe, die nomadisch oder halbnomadisch leben und Großviehzucht betreiben; viele Fulbe leben jedoch mittlerweile auch als Handwerker oder Händler in den Städten.
Die Diola leben im Süden des Landes, in der Casamance und sind vor allem Reisbauern. Im Gegensatz zu den anderen Völkern des Senegal haben die Diola ihre Großfamilien-Strukturen weitgehend erhalten und keine feudalen Reiche gegründet. Sie sind wenig islamisiert, unter den Diola herrscht das Christentum vor. Die Unabhängigkeitsbewegung in der Casamance rekrutiert sich maßgeblich aus Diola, die die Dominanz der Wolof, der Hauptstadt Dakar und des Islam bekämpfen wollen.
Die Mandinka, Bambara und Soninke sind Ethnien, die starke grenzüberschreitende Verbindungen, vor allem nach Mali, haben.
Zu den bedeutenden Minderheiten gehören die Franzosen, die 1904–1958 die Kolonialverwaltung innehatten; nach der Unabhängigkeit des Senegal wurde diese zwar aufgelöst, tausende Franzosen befinden sich jedoch als Fachleute oder Entwicklungshelfer im Land.
Die Mauren hatten früher als Weise und Sufi-Scheichs eine hohe Stellung in der senegalesischen Gesellschaft, die sie jedoch mittlerweile verloren haben. Heute leben sie als Viehhirten oder Gemischtwarenhändler in den Städten. Die Pogrome von 1989 haben zwar viele Mauren dazu gezwungen, das Land zu verlassen, die alten Strukturen sind jedoch mittlerweile weitgehend wiederhergestellt. Die libanesische Minderheit lebt vor allem als Händler, Transporteure und Importeure. Sie sind in der Regel sehr wohlhabend und haben sich mit der Führung des Landes durch Geschick und Korruption verzahnt. Bis zur Kolonisierung Westafrikas waren noch die Métis von hoher Bedeutung. Diese Nachkommen europäischer Händler und deren afrikanischer Frauen bzw. Mätressen übernahmen die Funktion von Mittelsleuten zwischen Europa und Afrika.

### Sprachen
In Senegal wird, wie in den meisten Staaten Afrikas, eine Vielzahl von Sprachen gesprochen. Die sechs wichtigsten Sprachen Wolof, Serer, Diola, Pulaar, Soninke und Mandinka gehören alle zur Niger-Kordofanischen Sprachfamilie. Sie sind somit miteinander eng verwandt, wenngleich sich ihre Sprecher in ihren Muttersprachen nicht gegenseitig verstehen können.
Es gibt keine offiziellen Statistiken, wie viele Menschen in Senegal welche Sprachen sprechen. Wolof ist unbestritten die wichtigste Sprache; sie ist die Muttersprache von etwa 50 Prozent der Bevölkerung des Landes und weitere 20–30 Prozent sprechen es als Zweitsprache. Somit ist es die Lingua Franca des Senegal, wie auch des benachbarten Gambia. Seine Bedeutung zieht es aus der Dominanz des Volkes der Wolof in den historischen Staaten der Region. Das moderne Wolof der Städte verfügt über zahlreiches französisches Vokabular und wird in Pop- und Rapmusik verwendet. Das traditionelle Wolof der Griot-Musik wird nur mehr in ländlichen Gebieten gesprochen. Serer ist die Muttersprache von 15 Prozent der Bevölkerung; diese Sprache ist nah mit dem Wolof verwandt.
Pulaar (auch Fulbe) ist die Muttersprache von etwa einem Viertel der Einwohner des Senegal, vor allem den Toucouleur und den Peul. Die Sprecher dieser Sprache übernahmen die arabische Schrift als erste in der Geschichte des Landes. Sie blicken auf eine lange Geschichte zurück, die teils schriftlich, teils mündlich überliefert wurde.
Im oberen Senegal-Tal und in Bundu gibt es etwa eine Million Sprecher von Mande-Sprachen: Die Präsenz der heute etwa 200.000 Soninke-Sprecher geht auf die Herrschaft des Ghana-Reiches in der Region zurück, während die Vorfahren der heute etwa 600.000 Menschen umfassenden Mandinka-Gruppe in der Kolonialzeit im heutigen Senegal angesiedelt wurden. Die etwa 350.000 Sprecher von Diola gehören zu einer Gruppe von miteinander verwandten Völkern und leben im Westteil der Casamance.
Die meisten traditionellen Sprachen des Senegal werden mit einem lateinischen Alphabet geschrieben, gleichzeitig gibt es jedoch arabisierte Varianten. Die arabische Schrift ist die älteste Schrift des Senegal, und sie wird in den zahlreichen Koranschulen weiterhin gelehrt. Wolofal ist beispielsweise die in arabischer Schrift geschriebene Version des Wolof, die in religiösen Texten Anwendung findet, unter Muriden jedoch häufig auch für profane Texte benutzt wird.
Die Amtssprache des Landes ist Französisch. Die Republik Senegal war eines der Gründungsmitglieder der Francophonie; die moderne Literatur, Printmedien und das Kino drücken sich fast ausschließlich auf Französisch aus, und auch die öffentliche Bildung bedient sich dieser Sprache. Neben der Amtssprache sind einige andere Sprachen als Nationalsprachen anerkannt. Zu diesen zählen Balanta-Ganja; Hassania; Diola; Mandinka; Mandjak; Mankanja; Noon (Serer-Noon); Fulfulde; Seereer-Siin; Soninke und Wolof.

### Religionen
Senegal ist zwar nach seiner Verfassung ein laizistischer Staat und gegenüber den verschiedenen Religionen herrscht weitgehende Akzeptanz, gleichwohl spielen religiöse Würdenträger im politischen Tagesgeschäft eine große Rolle.

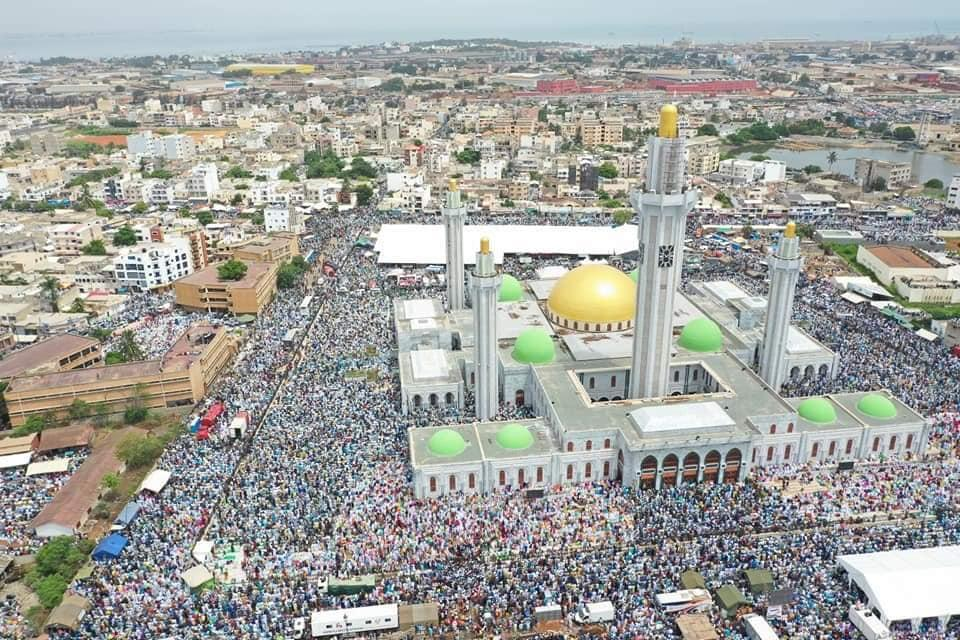
Die Moschee Massalikul Jinaan, Dakar, erbaut 2019

Dominierende Religion ist der Islam: Zwischen 90 und 94 Prozent der Bewohner des Landes bekennen sich zum sunnitischen Islam; hier wiederum ist die Rechtsschule der Mālikiten vorherrschend. Die Islamisierung begann vom Maghreb ausgehend zwischen dem 9. und 11. Jahrhundert im Norden des Landes. Zwischen dem 13. und 16. Jahrhundert breitete der Islam sich unter der Wolof-Aristokratie aus, blieb jedoch weiterhin die Religion einer Minderheit. Seinen heutigen Einfluss erreichte der Islam erst im 18. und 19. Jahrhundert, als er sich als antikoloniale Bewegung profilieren konnte und großen Zulauf bekam.
Eine Besonderheit des senegalesischen Islam ist, dass fast jeder Gläubige Mitglied einer Bruderschaft ist. Diese von charismatischen Denkern des Sufismus gegründeten und von einem Kalifen geführten Bewegungen bestimmen das gesellschaftliche Leben des Landes in vielerlei Hinsicht. Die einflussreichsten Orden sind
- die Tidschani, eine im 18. Jahrhundert in Fès gegründete Bruderschaft, die etwa 50 Prozent der Muslime vereint
- die Muriden, eine bedeutende Bruderschaft, die in Senegal selbst 1883 von Scheich Amadou Bamba Mbacké gegründet wurde. Sie wurde von der französischen Kolonialherrschaft aktiv gefördert und zählt vor allem Wolof-Bauern zu ihren Anhängern; etwa 30 Prozent der senegalesischen Muslime gehören den Muriden an.
- die Qadiriyya, einer der ältesten Sufi-Orden; ihm gehören 10–15 Prozent der Muslime an, vor allem Mauren und andere Minderheiten.
- der Layène-Orden; er ist ein relativ kleiner Orden, der nur 20.000–30.000 Mitglieder zählt; er wurde von Seydina Mouhammadou Limamou Laye gegründet und ist unter den Lébou der Halbinsel Cap Vert dominant.

Sufi-Schreine und Abbildungen der Gründer der Bruderschaften sind allgegenwärtig; um bedeutende Schreine sind Siedlungen oder gar Städte entstanden. Die heiligen Städte wie Touba, wo Amadou Bamba begraben ist, oder Médina-Gounass existieren fast ausschließlich zur Verehrung der Führer der Bruderschaften und werden von diesen auch verwaltet; sie entziehen sich der regulären Staatsmacht fast vollständig.

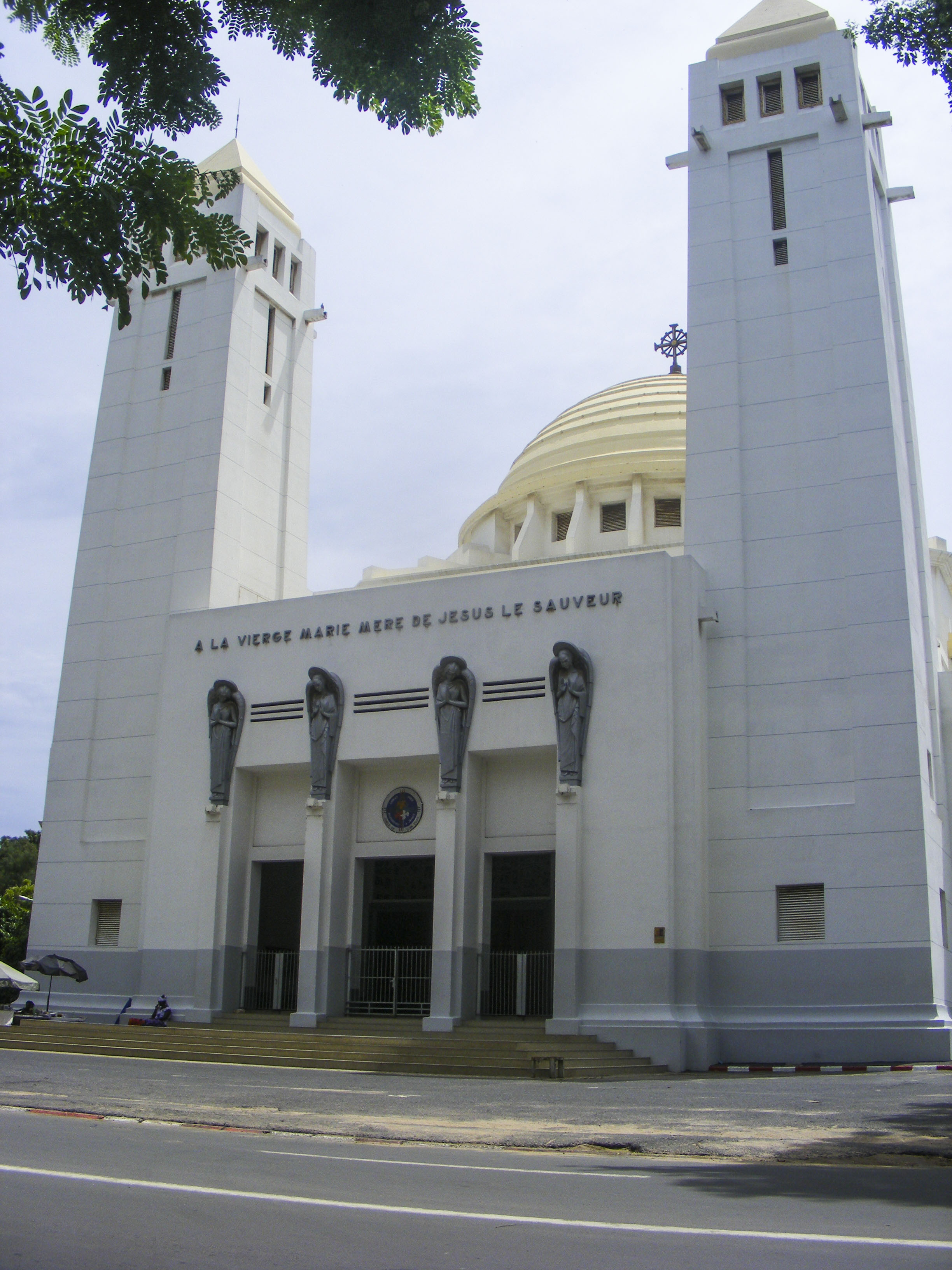
Die Kathedrale von Dakar, erbaut 1929

Das Christentum gelangte bereits mit der Ankunft der ersten portugiesischen Entdecker in den Senegal. Die Gemeinden bestanden in der Folge hauptsächlich aus den portugiesischen Lançados und deren Abkömmlingen, den Métis. Die französischen Missionierungsbemühungen insbesondere durch Erzbischof Marcel Lefebrve während der Kolonialzeit beschränkten sich nicht nur darauf, den sozialen Frieden zu wahren, sondern auch darauf, eine christlich geprägte Hauptstadt zu formen und das soziale Königtum Christi aufzubauen sowohl bei den islamischen Völkern als auch bei den noch nicht islamisierten Völkern. Die vornehmlich römisch-katholischen Christen sind somit vor allem unter den Serern und den Diola im Süden des Landes zu finden. Im Allgemeinen ist das Verhältnis zwischen Christen und Muslimen in Senegal von gegenseitigem Respekt geprägt.
Traditionelle afrikanische Religionen kommen im äußersten Süden des Landes vor. Statistiken geben in der Regel den Anteil der diesen Glaubensformen nachgehenden Senegalesen mit 1 Prozent an. Spuren des Animismus und des Geisterglaubens sind jedoch landesweit unabhängig von der Religionszugehörigkeit vorhanden.

### Bildung
2017 waren 48,1 Prozent der Bevölkerung Analphabeten. Die durchschnittliche Schulbesuchsdauer der über 25-Jährigen liegt bei 3,2 Jahren. Für die nachwachsende Generation wird aber eine Schulbesuchsdauer von 8,6 Jahren erwartet. Beide Werte sind im internationalen Vergleich niedrig.
Artikel 21 und 22 der im Januar 2001 eingeführten Verfassung garantieren Zugang zur Bildung für alle Kinder. Die Schule ist bis zum Alter von 16 Jahren verpflichtend und kostenlos. Es gibt einen großen Unterschied zwischen dem hohen Bildungsstandard einer kleinen Elite und dem niedrigen der Mehrheit der Bevölkerung. Seit 2002/2003 wird dem durch Einführung der nationalen Sprachen in den ersten beiden Grundschuljahren und verstärkte Alphabetisierung Erwachsener entgegengewirkt. Das senegalesische Arbeitsministerium jedoch hat geäußert, dass das öffentliche Schulsystem nicht in der Lage sei, die vielen Kinder zu bewältigen, die jedes Jahr aufgenommen werden müssen.

### Gesundheit

Entwicklung der Lebenserwartung (in Jahren)

Die Gesundheitsausgaben des Landes betrugen im Jahr 2021 4,4 % des Bruttoinlandsprodukts. Die Gesundheitsversorgung der Bevölkerung ist sehr schlecht, insbesondere außerhalb der Hauptstadt Dakar, in der drei Viertel der Ärzte praktizieren. Daraus resultiert eine starke Diskrepanz zwischen städtischen und ländlichen Regionen. Im Jahr 2019 praktizierten in Senegal 0,9 Ärztinnen und Ärzte je 10.000 Einwohner. Krankenhausbetten sind auf dem Land kaum vorhanden.
Folge der unzureichenden Gesundheitsversorgung betrug die Sterblichkeit bei unter 5-jährigen 2022 37,0 pro 1000 Lebendgeburten. Eine der Hauptursachen der Kindersterblichkeit sind Durchfallerkrankungen wie Cholera. In den Jahren 2004 und 2005 häuften sich landesweite Choleraepidemien. Hierzu tragen auch der ungenügende Zugang der Bevölkerung zu sauberem Trinkwasser (2015: 78,5 Prozent) und zu einer Sanitärversorgung bei. Eine weitere weit verbreitete Krankheit ist Malaria, wenngleich staatliche Kampagnen zur Benutzung imprägnierter Moskitonetze und weitere Vorsorgemaßnahmen einen drastischen Rückgang der Malaria-Prävalenz bewirkten.
Die HIV-Prävalenzrate lag bei Erwachsenen zwischen 15 und 49 Jahren im Jahr 2019 bei 0,4 Prozent. Damit gehört Senegal zu den am wenigsten betroffenen Ländern in Afrika, was u. a. auf die frühe und umsichtige Einführung eines nationalen Anti-AIDS-Programms Mitte der 1980er zurückzuführen ist. Da die Prostitution in Senegal erlaubt ist, können Sexarbeiterinnen sich untersuchen lassen. Dennoch ist die Infektionsquote besonders bei ihnen steigend und variiert innerhalb dieser Risikogruppe mittlerweile zwischen 11 und 30 Prozent.
Senegal versucht, die gefährlichsten Krankheiten zu bekämpfen. Staatliche Impfkampagnen zeigen erste Wirkungen und 2012 lag die Durchimpfungsrate bei Kindern für gängige Infektionskrankheiten bei durchschnittlich 80 Prozent. 2018 gab Senegal knapp 4 Prozent seines Bruttoinlandproduktes für das Gesundheitssystem aus. Neben der westlichen Schulmedizin ist die traditionelle Medizin weit verbreitet.
Die Lebenserwartung der Einwohner des Senegal ab der Geburt lag 2022 bei 67,9 Jahren (Frauen: 70,2, Männer: 65,5). Die Lebenserwartung stieg von 56,9 Jahren im Jahr 2000 bis 2022 um 19 %.

## Geschichte

### Vorgeschichte

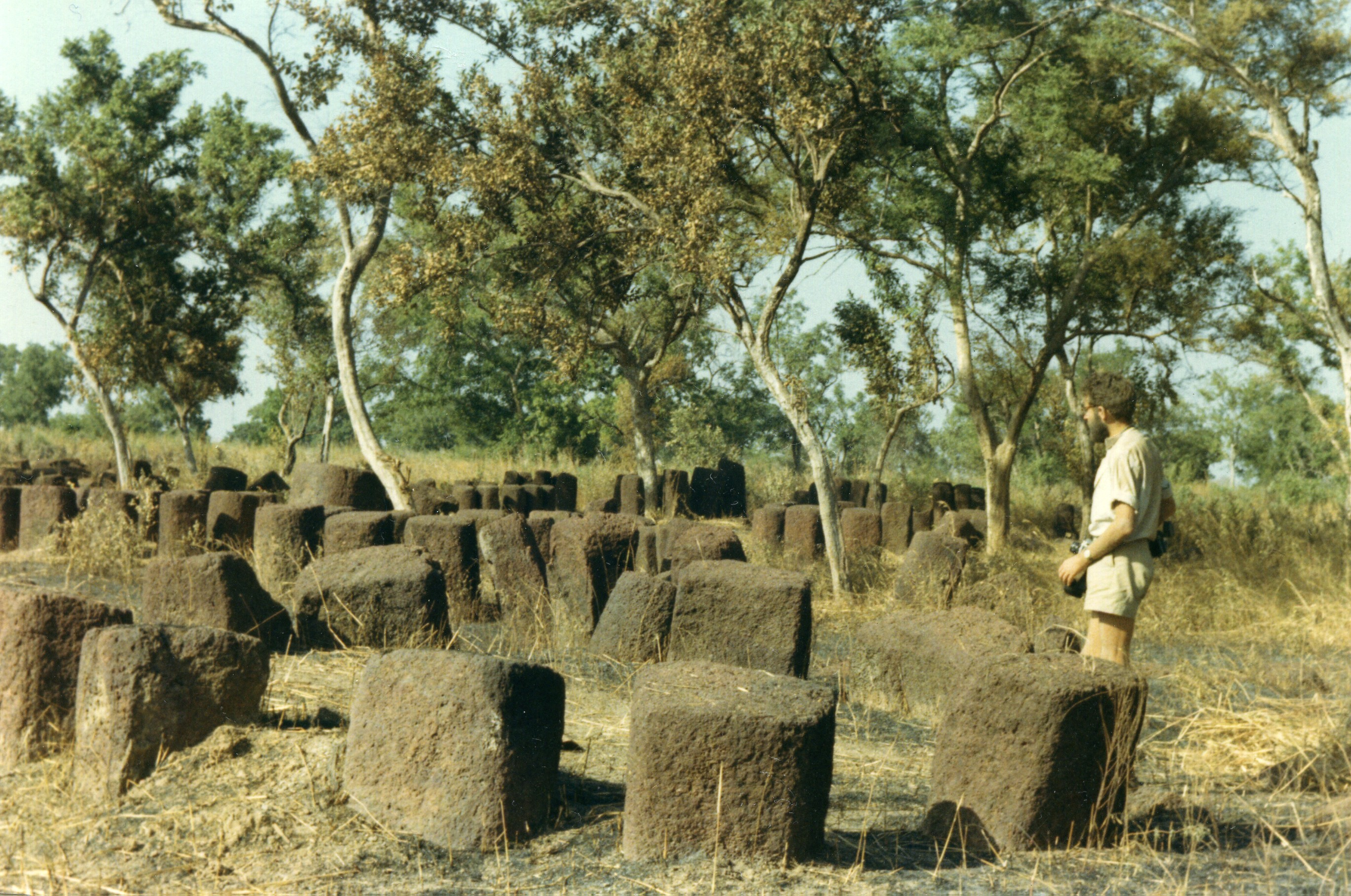
Senegambische Steinkreise

Archäologische Funde auf der Halbinsel Kap Verde und vom oberen Senegal-Tal beweisen, dass der heutige Senegal bereits im Acheuléen besiedelt wurde. Es werden im ganzen Land zahlreiche Hinterlassenschaften der frühesten Bewohner des Landes vermutet, insgesamt ist die Vorgeschichte des Senegal jedoch wenig erforscht. Aus dem Neolithikum und der Eisenzeit sind Megalithen, Hügelgräber und Muschelinseln an den Küsten erhalten. Die mündlich überlieferte Geschichte der Wolof und Serer schreibt dies einem Volk namens Soose zu, das die Region damals besiedelt haben soll. Fest steht, dass die damalige Bevölkerung in Dörfern lebte, Landwirtschaft und Viehzucht sowie Fischerei betrieb.

### Westafrikanische Königreiche

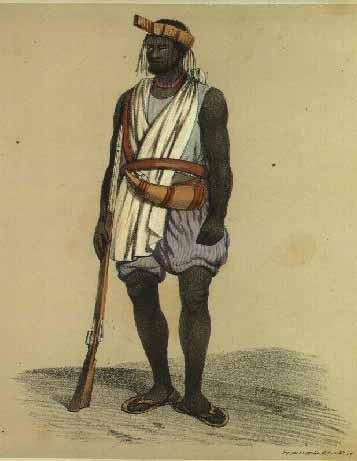
Zeitgenössische Darstellung eines Wolof-Kriegers aus Waalo

Die Einführung der Eisenbearbeitung brachte auch soziale Umwälzungen mit sich. In deren Folge entstanden Staaten; der erste historisch belegte Staat auf dem Gebiet des heutigen Senegal war Takrur. Er entstand etwa zeitgleich mit den östlich gelegenen Gao und Ghana; Letzteres entwickelte sich im 9. Jahrhundert zu einem Reich, das sich bis an den Senegal-Fluss ausdehnte. Takrur blieb jedoch aller Wahrscheinlichkeit nach unabhängig. Um 1050 begannen die Almoraviden im heutigen Mauretanien religiös motivierte Feldzüge. Sie schufen ein Reich, das sich von Spanien bis an den Südrand der Sahara erstreckte. Ob Takrur Teil dieses Reiches wurde, ist nicht geklärt. Der Einfluss der Almoraviden stärkte jedoch die Verbindungen zum Islam; der erste König von Takrur, der sich zum Islam bekannte, war War Jaabi.
Im 13. Jahrhundert entstand im unteren Senegal-Delta der Staat Jolof. Dieser Staat war deutlich stärker zentralisiert als Takrur und expandierte schnell in Richtung Süden. Die Vorherrschaft in der Region ging jedoch wenig später an das Malireich verloren. Takrur und Jolof wurden Mali tributpflichtig, die Casamance und das heutige Gambia wurden als Provinzen direkt Teil des Mali-Reiches. Sie erlaubten dem Reich Küstenhandel und vielleicht sogar Erkundungsfahrten auf dem Ozean. Das Mali-Reich erlebte den Höhepunkt seiner Macht im 14. Jahrhundert; danach formierten sich die westlichen Teile des Mandinka-Reiches im Staat Gabu, während Jolof sich nördlich des Gambia-Flusses behauptete.
Im Jahr 1444 erreichte das erste portugiesische Schiff die Küste vor dem heutigen Senegal. Die Portugiesen waren vor allem daran interessiert, unter Umgehung der Araber afrikanisches Gold zu handeln. In den folgenden Jahrhunderten wurde der Handel von Lançados, also Nachkommen portugiesischer Seefahrer und afrikanischer Frauen, betrieben. Gemeinden von Lançados gab es an zahlreichen Orten entlang der afrikanischen Küste; dies waren jedoch zunächst keine Kolonien. Gegen Ende des 15. Jahrhunderts fand eine starke Nordmigration von Tukulor statt, die den Staat Takrur endgültig zerstörte und Jolof in mehrere Königreiche zerfallen ließ, nämlich Waalo, Cayor, Baol, Sine und Saloum. Diese Staaten waren alle instabil; Adelige, Könige und Angehörige der Krieger-Kaste des alten Mali-Reiches kämpften um Einfluss.
Auf die Mitte des 15. Jahrhunderts geht auch der erste sichere Beleg des Namens Senega sowohl für den Fluss als für das daran gelegene Land zurück, der möglicherweise mit der Bezeichnung der berberischen Stammesgruppe der Sanhādscha identisch ist.

### Kolonialzeit

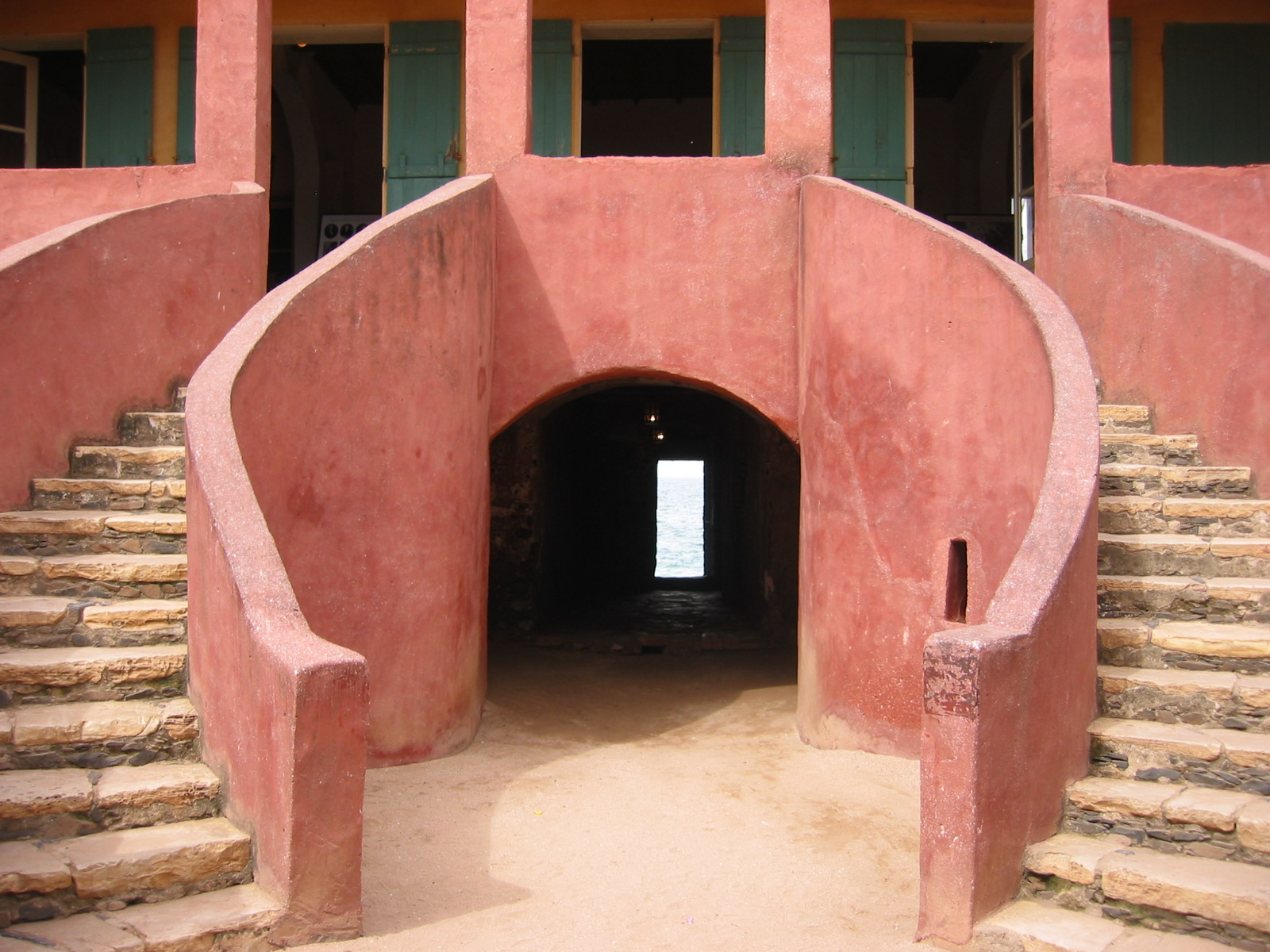
Die Maison des esclaves in Gorée, Beispiel für Kolonialarchitektur und Denkmal an die Sklaverei

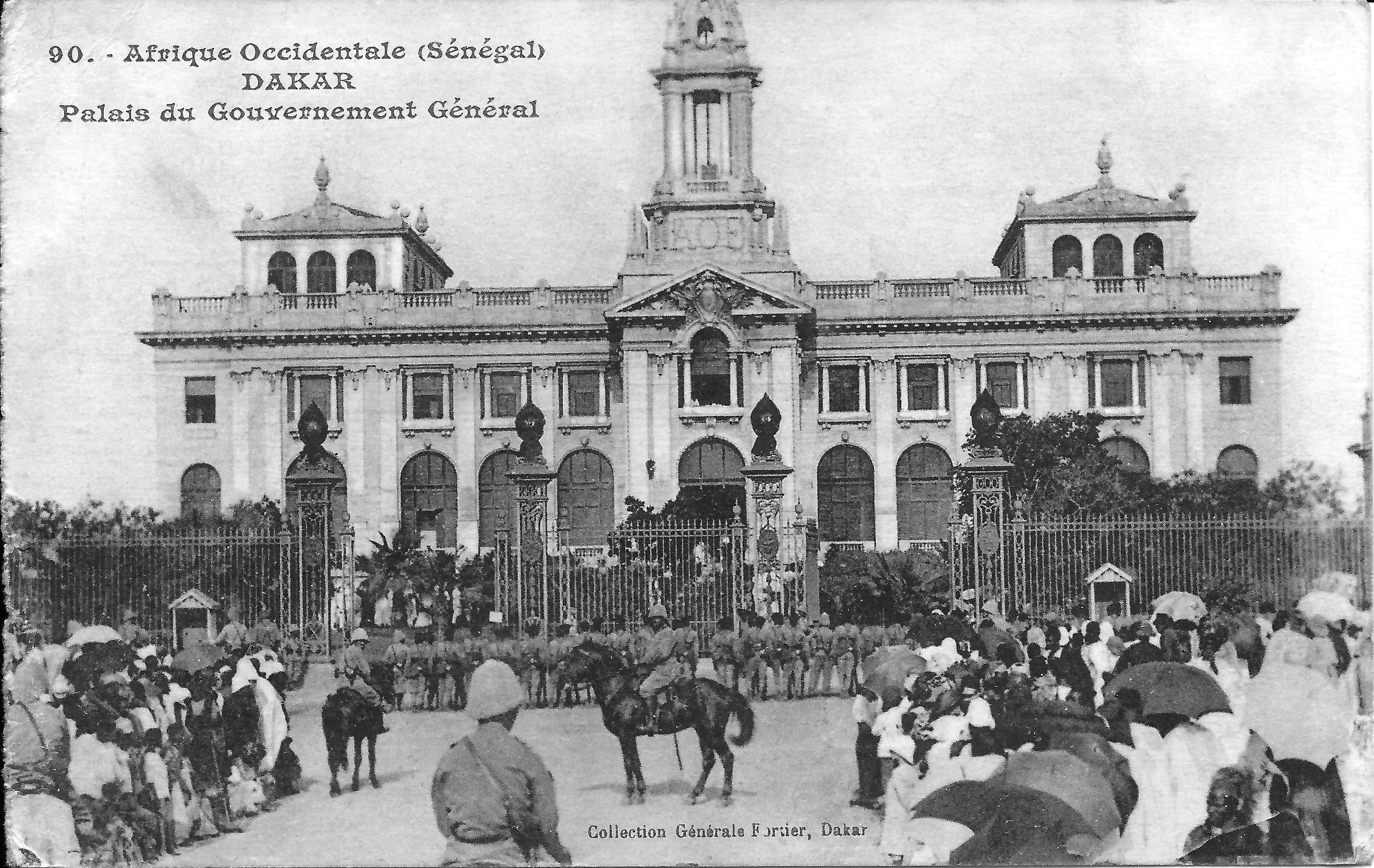
Palais du Gouvernement Général in Dakar, Französisch-Westafrika

Die Instabilität der Staaten des heutigen Senegal wurde durch den Sklavenhandel noch verstärkt. Ab dem 17. Jahrhundert wurde das portugiesische Händlernetzwerk durch befestigte französische, niederländische und britische Kolonien, meist auf dem Festland vorgelagerten Inseln ersetzt. Die kriegerischen Auseinandersetzungen zwischen den Staaten hatten nun zunehmend den Erwerb von Gefangenen zum Ziel. Obwohl die Sklaverei ein Merkmal der traditionellen Gesellschaften war, hatte die Anzahl der Menschen, die in Richtung Amerika verschleppt wurde, auf die Demographie der Region eine verheerende Wirkung. Als der Sklavenhandel zum Erliegen kam, hatten die einheimischen Machthaber wiederum Schwierigkeiten, den Einnahmeausfall zu kompensieren. Die Folge war eine Serie von islamischen Revolutionen von 1673 bis 1888, die die Könige stürzten und islamische Staaten zu errichten versuchten. Die meisten dieser Revolutionen scheiterten, da die Monarchen von den Franzosen mit Feuerwaffen unterstützt wurden.
Die Franzosen hatten vor allem in Saint-Louis und Gorée Kolonien eingerichtet, die formell Gouverneuren der Handelskompanien unterstellt waren. Die Umstände verhinderten es jedoch, dass administrative Strukturen aufgebaut wurden. Die eigentliche Macht in diesen Zentren wurde so langsam von der Volksgruppe der Métis (frz.: „Mischlinge“) übernommen, die den Handel mit dem Hinterland kontrollierten. So weigerten sich die Métis, das in der Folge der Französischen Revolution erlassene Verbot der Sklaverei umzusetzen; dies geschah offiziell erst 1848. Die Métis entwickelten auch neue Handelsaktivitäten, etwa zunächst den Gummi- und später massiv den Erdnussexport.
Bis zum Jahr 1891 kam das gesamte Gebiet des heutigen Senegal unter französische Kontrolle. Die Königreiche wurden durch Kantone ersetzt, denen Adelige nach traditionellem System vorstanden, die aber wenig Einfluss ausüben konnten. Den bedeutend stärkeren Einfluss der aufstrebenden Sufi-Orden nutzten die Franzosen für die Zwecke der Verbreitung des Erdnuss-Anbaus in ihrem Sinne aus. Die Quatre Communes Saint Louis, Gorée, Rufisque und Dakar waren seit 1848 Gemeinden mit vollem französischen Bürgerrecht. Hier entwickelte sich die Gesellschaft nach französischem Vorbild: Es entstanden Zeitungen, politische Parteien und Gewerkschaften; es wurden Wahlen abgehalten und 1914 wurde Blaise Diagne zum ersten afrikanischen Vertreter der Vier Kommunen im französischen Parlament gewählt. 1902 wurde Dakar Hauptstadt der 1895 gegründeten Konföderation Afrique Occidentale Française (AOF).
Die entstehenden Emanzipationsbewegungen wurden durch die beiden Weltkriege, in denen Tirailleurs sénégalais auf französischer Seite eingesetzt waren, noch verstärkt. Zum Ende des Zweiten Weltkriegs wurden 1300 der Senegalschützen, viele davon befreite Kriegsgefangene, zur Demobilisierung aus Europa nach Senegal in den Militärstützpunkt Camp de Thiaroye verbracht. Man verweigerte ihnen dort gute Lebensbedingungen und enthielt ihnen die volle Auszahlung des seit Monaten rückständigen Soldes für ihren Militärdienst vor. Als sie es wagten, ihre Rechte in einer Demonstration einzufordern, eröffneten herbeigerufene Truppenteile am 1. Dezember 1944 auf die Demonstranten das Feuer und verübten an ihnen ein Massaker. Nach unterschiedlichen Quellen wurden zwischen 70 und 400 der Senegalschützen getötet. Dieses Ereignis belastet die Beziehungen zwischen Senegal und Frankreich seit Jahrzehnten.
Am 19. Februar 1945 wurde unter der französischen Kolonialverwaltung ein Dekret erlassen, das festlegte, dass es zwischen Senegalesinnen und Französinnen beim aktiven und passiven Frauenwahlrecht keinen Unterschied gebe; sie seien unter denselben Bedingungen Wählerinnen und wählbar. 1956 wurde, noch unter französischer Kolonialherrschaft, die loi-cadre Defferre eingeführt, die das allgemeine Wahlrecht für Erwachsene garantierte. Als das Land 1960 unabhängig war, wurde dieses Recht bestätigt.
Der Politiker, der die Gegensätze der Menschen in den europäisch orientierten Städten und der religiös-konservativen Landbevölkerung am besten vereinen konnte, war Léopold Sédar Senghor. Er schaffte es, eine Koalition zu bilden, die die Sozialisten von Lamine Guèye bis hin zum Kalifen des Muriden-Ordens, Falilou Mbacké, verband. Als 1960 die AOF aufgelöst wurde, lehnten zahlreiche führende Persönlichkeiten den Zerfall Westafrikas in kleine Nationalstaaten ab. Konsequenterweise erreichte das Land seine Unabhängigkeit zusammen mit dem heutigen Mali als Mali-Föderation am 20. Juni 1960. Zwei Monate später zerstritten sich Senghor und der Präsident von Mali Modibo Keïta, und beide Staaten gingen getrennte Wege. Senghor wurde am 5. September 1960 zum ersten Präsidenten des Landes gewählt.

### Seit der Unabhängigkeit

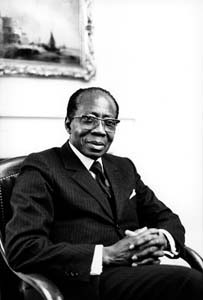
Léopold Senghor, 1987

Nach der Unabhängigkeit wurde in der Republik Senegal ein Regierungsmodell eingeführt, das sich sehr stark an Frankreich orientierte: Bis heute ist Senegal eine stark zentralisierte Präsidialrepublik. Die drei Persönlichkeiten, die die ersten Jahre der Unabhängigkeit dominierten, waren Präsident Léopold Sédar Senghor, Parlamentspräsident Lamine Guèye und Premierminister Mamadou Dia. Letzterer begann ein ehrgeiziges Reformprogramm in wirtschaftlichen und politischen Belangen; er wurde jedoch bereits 1962 der Planung eines Putsches beschuldigt und verhaftet.
Nach dieser politischen Krise wurde 1963 eine neue Verfassung angenommen, die die Rechte des Präsidenten stärkte; gleichzeitig wurde aus dem Senegal faktisch ein Einparteienstaat, so dass 1965 nur noch die Union progressiste sénégalaise des Präsidenten zugelassen war. Senghor verfolgte vor allem eine visionäre Kulturpolitik, in welcher der Staat Festivals, Studios und Museen finanzierte. In der gleichen Zeit begann jedoch ein Preisverfall beim wichtigsten Exportgut des Landes, den Erdnüssen, und eine Serie von Dürren brachte einen weiteren Rückgang der Produktion. Der dadurch verursachte Einnahmenrückgang des Staates führte zu ernsthaften sozialen Spannungen. Angesichts der Krise wurde das politische System wieder liberalisiert, 1974 wurde die Oppositionspartei Parti Démocratique Sénégalais zugelassen, 1978 fanden die ersten Mehr-Parteien-Wahlen statt und 1980 dankte Senghor als erster afrikanischer Staatschef ab und übergab das Amt an Abdou Diouf.
In die Amtszeit von Diouf fallen vor allem bewaffnete Konflikte im Inneren wie im Äußeren sowie ein stetiger wirtschaftlicher Abstieg. Die Umsetzung der Reformen, die von den Gläubigern des Senegals verlangt wurden, brachte Privatisierungen und das Ende von Subventionen, was die Lebenshaltungskosten der Menschen scharf ansteigen ließ. 1981/82 entsandte Senegal seine Armee nach Gambia, um Präsident Dawda Jawara in einem Militärputsch beizustehen. Die in der Folge gegründete Konföderation Senegambia hatte jedoch keine lange Lebensdauer. Weiter brach 1982 der Casamance-Konflikt aus, mit der Separatistenbewegung Mouvement des forces démocratiques de la Casamance an dessen Spitze. Streitigkeiten um Weide- und Wassernutzungsrechte am Senegal-Fluss führten schließlich 1989 zu einem Grenzkrieg mit Mauretanien, der 400 Todesopfer forderte und zahlreiche Menschen auf beiden Seiten der Grenze zur Rückkehr in ihr Heimatland zwang. Nach einem Militärputsch im benachbarten Guinea-Bissau entsandten Senegal und Guinea im Juni 1998 Truppen.
Nachdem alle Wahlgänge in den 1980er und 1990er Jahren zu starken innenpolitischen Spannungen geführt hatten, wurde im Jahr 2000 der erste friedliche Machtwechsel südlich der Sahara vollzogen: Abdoulaye Wade gewann die Präsidentschaftswahlen und, ein Jahr später, gewann seine Partei auch die Parlamentswahlen. Im Januar 2001 wurde die Verfassung per Referendum geändert. Die Amtszeit des Präsidenten wurde auf maximal zwei Mandate à 5 Jahre begrenzt. Die Politik Wades zielte auf Liberalisierung, Investitionsfreundlichkeit und Förderung von Telekommunikation und Tourismus ab, der Erfolg lässt jedoch nach wie vor auf sich warten. Gleichzeitig wurde Wade in zunehmendem Maße Klientelismus und Verschwendung vorgeworfen; die Kaufkraft der Senegalesen sank nach wie vor und vor allem junge Menschen wandten sich von seiner Politik ab.
Bei der Präsidentschaftswahl in Senegal 2012 setzte sich der Herausforderer Macky Sall in einer Stichwahl gegen den Amtsinhaber Wade durch. Dieser wiederum konnte mit dem von ihm als Nachfolger vorgeschlagenen Kandidaten nicht verhindern, dass bei der Präsidentschaftswahl 2024 der Oppositionskandidat Bassirou Diomaye Faye schon im ersten Wahlgang gewählt wurde.

## Politik

### Politisches System
Nach der Verfassung Senegals ist das Land eine präsidentielle Republik. An der Spitze der Regierung steht der für maximal zwei Amtszeiten direkt gewählte Präsident der Republik. Seit einem Verfassungsreferendum 2016 beträgt diese fünf Jahre, zuvor waren es sieben. Er ernennt und entlässt den Premierminister und die Minister. Zeitweise war das Amt des Premierministers abgeschafft und der Präsident war zugleich Regierungschef.
Die Legislative ist die Assemblée nationale (Nationalversammlung), bestehend aus 165 Mitgliedern, die alle fünf Jahre gewählt werden; die ersten Mehr-Parteien-Wahlen fanden 1978 statt.

### Verwaltungsgliederung
Die Verwaltungsgliederung Senegals gestaltet sich territorial und organisatorisch weitgehend nach dem Vorbild der früheren Kolonialmacht Frankreich. Es gibt Regionen, Départements und Arrondissements, denen die Gemeinden (communes) als unterste Ebene der Collectivités territoriales unterstellt sind. Fünf Großstädte (villes) in und um die Metropolregion Dakar wurden in Arrondissements und Communes unterteilt: Dakar, Guédiawaye, Pikine, Rufisque und Thiès. Im Rest des Landes dienen meist zwei bis vier Arrondissements zur Untergliederung der Départements, wobei einige größere communes, die den Gemeindestatus nicht erst seit 2014 tragen, keinem Arrondissement unterstellt sind, sondern direkt dem Département.
Die 14 Regionen sind:
- Dakar
- Diourbel
- Fatick
- Kaffrine
- Kaolack
- Kédougou
- Kolda
- Louga
- Matam
- Saint-Louis
- Sédhiou
- Tambacounda
- Thiès
- Ziguinchor

Seit der letzten großen Kommunalreform, die eine weitere Dezentralisierung der staatlichen Verwaltung zum Ziel hatte und 2014 in Kraft trat, gibt es zwei Ebenen kommunaler Gebietskörperschaften, das sind die 46 Départements und die 552 Gemeinden sowie die fünf Großstädte (villes) mit insgesamt 557 Ratsgremien. Die Ebenen der Regionen und der Arrondissements dienen allein der staatlichen Verwaltung.

### Politische Indizes
| Name des Index                     | Indexwert    | Weltweiter Rang | Interpretationshilfe | Jahr |
| ---------------------------------- | ------------ | --------------- | --- | ---- |
| Fragile States Index               | 74,2 von 120 | 70 von 179      | Stabilität des Landes: erhöhte Warnung 0 = sehr nachhaltig / 120 = sehr alarmierend Rang: 1 = fragilstes Land / 179 = stabilstes Land | 2024 |
| Demokratieindex                    | 5,93 von 10  | 74 von 167      | Hybridregime 0 = autoritäres Regime / 10 = vollständige Demokratie                                                                    | 2024 |
| Freedom in the World Index         | 67 von 100   | —               | Freiheitsstatus: teilweise frei 0 = unfrei / 100 = frei                                                                               | 2024 |
| Rangliste der Pressefreiheit       | 59,4 von 100 | 74 von 180      | Erkennbare Probleme für die Pressefreiheit 100 = gute Lage / 0 = sehr ernste Lage                                                     | 2025 |
| Korruptionswahrnehmungsindex (CPI) | 45 von 100   | 69 von 181      | 0 = sehr korrupt / 100 = sehr sauber                                                                                                  | 2024 |

### Demokratie und Menschenrechte
Senegal zeichnet sich durch rechtsstaatliche und demokratische Strukturen aus. Grundlegende Freiheitsrechte, insbesondere Religions-, Meinungs-, Presse- und Versammlungsfreiheit, sind gewährleistet.
Ein Problem der Innenpolitik war lange Jahre der Casamance-Konflikt in dem südlich von Gambia gelegenen Landesteil. Die Rebellenbewegung MFDC kämpfte um dessen Unabhängigkeit, da die Region historisch, wirtschaftlich, ethnisch und religiös anders geprägt ist als das Kernland. Infolge einer außenpolitischen Verständigung mit den Nachbarländern Gambia und Guinea-Bissau hat sich der Konflikt bis 2015 nach und nach beruhigt. Der Untergang der Le Joola, der nahezu eine ganze Studentengeneration der Casamance das Leben gekostet hatte, führte im November 2002 zum Sturz der Regierung der Premierministerin Mame Madior Boye.
Trotz garantierter Presse- und Meinungsfreiheit war kritische Berichterstattung nicht immer uneingeschränkt möglich. Besonders in der zweiten Amtsperiode von Staatspräsident Abdoulaye Wade zwischen 2007 und 2012 wurde der „berüchtigte Artikel 80 des Strafrechts“ (Schutz der nationalen oder öffentlichen Sicherheit) auch gegen die Presse und deren Vertreter angewandt, obwohl Wade noch 2004 angekündigt hatte, den Paragraphen zu streichen. Das Institut Giga meldete in diesem Zusammenhang: „Erst im Mai 2009 wurde das seit Jahren schwebende Verfahren gegen den bekannten Journalisten, Madiambal Diagne, Eigentümer des ‚Le Quotidien‘, eingestellt. Die Zeitung hatte über Korruption beim Zoll und die direkte Einmischung der Exekutive in die Justiz berichtet.“ Durch bezahlte Schläger der Regierungspartei Parti Démocratique Sénégalais (PDS) seien nach einer Verleumdungsklage Redaktionsräume des Internetportals 24 Heures Chrono verwüstet worden.

### Außenpolitik
In der Außenpolitik dominiert die Beziehung zu Frankreich. Die senegalesische Regierung pflegt Diplomatie auf hohem Standard. Dabei bemüht sie sich, eine Balance zwischen Schwellen- und Industrieländern zu wahren, hat also eine Vermittlerrolle.
Senegal unterhält Auslandsvertretungen in 48 Staaten, darunter auch in Deutschland und der Schweiz. 72 Staaten unterhalten diplomatische Vertretungen in Senegal, auch Deutschland, die Schweiz und Österreich sind darunter.
Die afrikanische Einheit ist das wichtigste Anliegen des Präsidenten. Die CEDEAO (Communauté Economique des Etats de l’Afrique de l’Ouest) ist ein erster Schritt in diese Richtung. Des Weiteren hat Senegal als eines der wenigen mehrheitlich islamisch geprägten Länder Israel anerkannt und unterhält auch diplomatische Beziehungen zu diesem Staat.
Seit 2008 hat Senegal Beobachterstatus in der Gemeinschaft der Portugiesischsprachigen Länder (CPLP). Hintergrund sind insbesondere die sprachliche und kulturelle Geschichte der Casamance-Region und die historischen portugiesisch-senegalesischen Beziehungen.
Nach dem verheerenden Erdbeben in Haiti 2010 bot der Präsident des Senegal, Abdoulaye Wade, den Opfern an, sich hier anzusiedeln. Bei entsprechenden Einwanderungszahlen könne den Haitianern eine ganze Region angeboten werden. Begründet wurde der Vorschlag damit, dass die Haitianer als Nachkommen afrikanischer Sklaven auch ein Recht auf ihr „afrikanisches Erbe“ hätten.

### Militär
Die Forces armées du Sénégal haben eine Personalstärke von 17.000 Soldaten. Sie wurden 1960 gegründet und gliedern sich in
- Gendarmerie
- Heer (Armée de terre)
- Marine (Marine nationale)
- Luftwaffe (Armée de l’air), diese betrieb bis 2019 keine Jets, sondern Überwachungsflugzeuge (CN-235MP NC-212) und Transport- sowie Kampfhubschrauber Mi-17 und Mi-24. In den Jahren 2020/2021 sollten laut Meldungen im Jahr 2019 vier Jets des Typs L-39 für erweitertes Training in Dienst gestellt werden.[63]

Senegal gab 2017 knapp 1,9 Prozent seiner Wirtschaftsleistung oder 305 Millionen US-Dollar für seine Streitkräfte aus.

## Wirtschaft

Entwicklung des realen Bruttoinlandsprodukts in Senegal und Gambia seit 1950

Grundsätzlich hat Senegal den Status eines Entwicklungslandes, ist jedoch im Vergleich zu anderen westafrikanischen Ländern weiter entwickelt, was aber seine Produkte im Regionalvergleich überteuert wirken lässt.
Die Nationalparks ziehen einige Touristen an, wobei die Regierung darauf bedacht ist, Massentourismus zu vermeiden. 2016 besuchten knapp 1 Mio. Touristen das Land. Die Tourismuseinnahmen beliefen sich 2015 auf 368 Mio. US-Dollar.
Die wichtigsten Wirtschaftszweige sind Fischerei- und Landwirtschaft, Tourismus sowie der Bausektor. Die meisten Exporteinnahmen stammen aus dem Abbau von Phosphaten und der Landwirtschaft. Das Land ist zudem stark von Entwicklungshilfe und Rücküberweisungen der Auslandssenegalesen abhängig. Dank wirtschaftlichem Wachstum konnte die Armut in den letzten Jahren gesenkt werden. Das Wirtschaftswachstum gehörte zwischen 2014 und 2018 mit über sechs Prozent jährlich zu den höchsten in Afrika. Pandemiebedingt verlangsamte sich das Wachstum 2020 deutlich (1,3 Prozent), wobei Dienstleistungen wie Tourismus und Transport sowie Exporte besonders stark betroffen waren. 2021 wuchs das Bruttoinlandsprodukt (BIP) um 6,5 Prozent, 2022 um 4,2 Prozent. Ca. 10 % des BIP kommt aus der Emigration.
Mit dem „Plan Sénégal Emergent“ (PSE) der Regierung Macky Sall sollte in den Jahren 2014–2023 das Wirtschaftswachstum gesteigert und die Industrialisierung des Landes eingeleitet werden. Der Plan sah vor, mit Infrastrukturprojekten im ganzen Land die Wettbewerbsfähigkeit Senegals zu verbessern und die sehr hohen Energiekosten zu senken. Es gab 19 konkrete Projekte, darunter den Bau des Flughafens Dakar-Blaise Diagne (eröffnet 2017), der Autoroute 2 von Thiès nach Touba (eröffnet 2018), der Senegambia Bridge (eröffnet 2019), der beiden Brücken von Foundiougne und Marsassoum (eröffnet 2022), sowie der Ausbau von zehn weiteren im Dezember 2012 klassifizierten Nationalstraßen Senegals (zuvor sieben Nationalstraßen). Mehrere Wind- und Solarparks sind entstanden. Hauptgeldgeber waren die USA.
Der PSE wurde von der neuen Regierung fortgeschrieben als „Sénégal Vision 2050“.
Im Global Competitiveness Index, der die Wettbewerbsfähigkeit eines Landes misst, belegt Senegal Platz 106 von 137 Ländern (Stand 2017–2018). Der Index für wirtschaftliche Freiheit 2024 des Landes war der 109 höchste von 176 Ländern.
| Jahr                                    | 2010  | 2015  | 2016  | 2017  | 2018  | 2019  | 2020  | 2021  | 2022  | 2023  |
| --------------------------------------- | ----- | ----- | ----- | ----- | ----- | ----- | ----- | ----- | ----- | ----- |
| BIP in Mrd. USD (Kaufkraftparität)      | 32,2  | 42,6  | 45,8  | 50,1  | 53,8  | 59,7  | 62,9  | 72,0  | 80,2  | 86,9  |
| BIP pro Kopf in USD (Kaufkraftparität)  | 2.540 | 2.925 | 3.053 | 3.246 | 3.393 | 3.661 | 3.758 | 4.185 | 4.538 | 4.786 |
| BIP-Wachstum (real)                     | 3,4 % | 6,4 % | 6,4 % | 7,4 % | 6,2 % | 4,6 % | 1,3 % | 6,5 % | 4,0 % | 4,6 % |
| Inflation (in Prozent)                  | 1,2 % | 0,9 % | 1,2 % | 1,1 % | 0,5 % | 1,0 % | 2,5 % | 2,2 % | 9,7 % | 5,9 % |
| Staatsverschuldung (in Prozent des BIP) | 35 %  | 45 %  | 48 %  | 61 %  | 62 %  | 64 %  | 69 %  | 73 %  | 76 %  | 81 %  |

### Landwirtschaft
In Senegal sind 78 Prozent der Erwerbstätigen im Agrarsektor tätig, der allerdings weniger als 20 Prozent am BIP ausmacht (60 Prozent stammen inzwischen aus dem Dienstleistungssektor, zum Beispiel Tourismus). Gleichzeitig hat das Land mit 47 Prozent eine der höchsten Urbanisierungsraten Afrikas.
Aufgrund des weithin semiariden Klimas können nur 16 Prozent der Landfläche für landwirtschaftlichen Anbau genutzt werden, lediglich in der Schwemmlandebene der Senegalniederung und in dem Feuchtgebiet der Niayes entlang der Grande-Côte, dem nördlichen Küstenstreifen, gibt es Bewässerungslandwirtschaft. Die Ferlo, die ausgedehnte wasserarme Savannenlandschaft, die sich südlich der Senegalniederung erhebt, erlaubt hauptsächlich nur halbnomadische Viehzucht. Die wichtigsten agrarischen Devisenbringer sind Erdnüsse und Baumwolle: Senegal gehörte weltweit zu den größten Erdnussproduzenten, allerdings seit den 1970er Jahren mit stark abnehmender Tendenz. Die Nutzfläche für den Erdnussanbau in dem sogenannten Erdnussbecken hat sich seitdem halbiert. Ackerbau konzentriert sich auf den niederschlagsreicheren Süden des Landes um Sine-Saloum und Casamance. Den Eigenbedarf an Grundnahrungsmitteln kann die Landwirtschaft gleichwohl nicht decken. Daher werden große Mengen (vor allem Reis und Weizen) importiert, was zu einem entsprechenden Devisenverbrauch führt. Die Compagnie Sucrière Sénégalaise hat einen beachtlichen agro-industriellen Komplex in und um Richard Toll entwickelt und ist Marktführer der Zuckerindustrie Westafrikas.
Die kombinierten Effekte aus Dürreperioden sowie Bodendegradation durch zunehmende Landnutzung (auch Überweidung und Abholzung) beeinträchtigen hier, am Rande der Sahelzone, landesweit das ökologische Gleichgewicht. Senegal beteiligt sich deshalb, mit bis 2017 noch bescheidenem Erfolg, an Gegeninitiativen wie Afrikas Grüne Mauer im Sahel.
Nach Einschätzung des Weltfriedensdienst sind „Fruchtbarkeit und Wasserhaltvermögen der Böden gering, Erosion ist weit verbreitet, die Artenvielfalt sinkt, während der Befall mit Schädlingen zunimmt. Der traditionelle Landbau ist klar an seine Grenzen gestoßen. Verantwortlich sind aber auch die Förderung von Monokulturen und der intensive Einsatz von Pestiziden und Kunstdünger in der Vergangenheit. Verschärft wird die Situation durch die weitgehende Beendigung staatlicher Beratung.“

### Fischerei

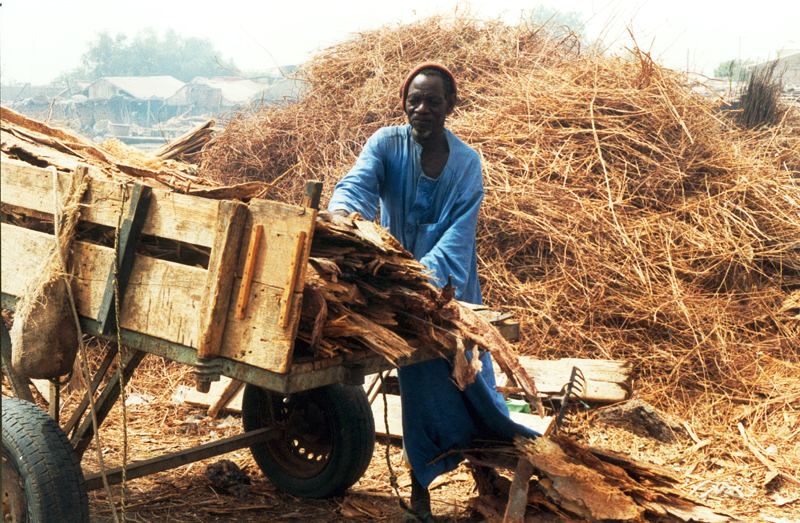
Ein senegalesischer Fischer bereitet das Räuchern von Fisch vor

Die Fischerei ist inzwischen der wichtigste Wirtschaftszweig, da die Küstengewässer Senegals reiche Fischfanggründe aufweisen. Die senegalesischen Kleinfischer stehen unter Druck und können die lokalen und regionalen Märkte kaum noch versorgen. Die Fangrechte für Hochseefischerei sind an Japan und Südkorea verkauft. Insgesamt stellt der Fischfang heute das wichtigste Exportgut Senegals dar (28,5 Prozent) und hat den früher dominierenden Erdnussanbau abgelöst.
Ein Problem für die Fischerei stellt die Vermüllung der Ozeane, die die eigene Bevölkerung durch Vermüllung der Strände selbst anheizt, dar.

### Industrie und Bergbau
Senegal hat eine verhältnismäßig weit entwickelte verarbeitende Industrie (allerdings nur in den Großstädten), aber das Industriekapital ist in ausländischer Hand. Wichtige Industriezweige sind Lebensmittel- (Öl, Fisch, Zucker), chemische Industrie und Textilverarbeitung.
An Bodenschätzen werden in Darou Khoudoss an der Grande-Côte abgebaut: Phosphat durch die Industries chimiques du Sénégal (ICS) sowie Zirkon durch die Grande Côte Opérations SA (GCO). In Sabodala (Region Kédougou) baut die australische Mineral Deposits Limited (MDL) Gold ab. Ein im Februar 2007 zwischen ArcelorMittal und dem Senegal abgeschlossenes Abkommen zur Erschließung der Eisenerzvorkommen von Falémé im Département Saraya im Südosten des Landes am Falémé-Fluss war gescheitert. Seit 2023 gibt es einen neuen Anlauf zur Erschließung der Lagerstätten. Zu den wichtigsten Bodenschätzen des Landes zählt neben den Offshore-Vorkommen von Erdöl vor Sangomar und Erdgas noch Chromit im Osten des Landes.

### Energie
In Senegal hat die staatliche Senelec ein Monopol auf die Erzeugung, Verteilung und Abrechnung von elektrischer Energie. Im Jahr 2016 hatte das Unternehmen einen Umsatz von 2,875 Milliarden Kilowattstunden elektrische Energie (2875 GWh). Knapp 75 Prozent des Stromes stammten aus ölbefeuerten Wärmekraftwerken. 2017 lancierte die Organisation pour la mise en valeur du fleuve Gambie (OMVG) das Projekt eines Netzverbundes der Stromnetze der vier Mitgliedsstaaten Senegal, Gambia, Guinea und Guinea-Bissau sowie den Bau eines Wasserkraftwerkes am Gambia-Fluss in der Region Kédougou.

### Finanzwirtschaft
Das Land führt eine gemeinsame Wertpapierbörse mit weiteren westafrikanischen Ländern. Sie ist als Bourse Régionale des Valeurs Mobilières (BRVM) bekannt. Außerdem investiert Senegal über seinen Staatsfonds sein Vermögen um den Wohlstand für künftige Generationen zu schaffen und zu sichern. Der Fonds ist als Fonds Souverain d’Investissements Stratégiques (FONSIS) bekannt.

### Staatshaushalt
Der Staatshaushalt (Budget) umfasste 2017 Ausgaben von umgerechnet 4,9 Mrd. US-Dollar, dem standen Einnahmen von umgerechnet 4,139 Mrd. US-Dollar gegenüber. Daraus ergibt sich ein Haushaltsdefizit in Höhe von 3,6 Prozent des Bruttoinlandsprodukts. Die Staatsverschuldung (Public debt) betrug 2017 48,3 Prozent des BIP.

## Verkehr
Mit dem Transport von Personen oder Gütern wurden im Jahr 2009 3,5 Prozent des Bruttoinlandsproduktes des Senegal erwirtschaftet. Die Straße dominiert diesen Wirtschaftszweig: 99 Prozent des gesamten Personenfernverkehrs und 95 Prozent des Transportvolumens werden auf der Straße abgewickelt. Drei Viertel aller öffentlichen Investitionen in Infrastruktur werden für den Straßenverkehr aufgewendet. Er bietet etwa 300.000 Personen Arbeit, in meist informellen Beschäftigungsverhältnissen.
Im Logistics Performance Index, der von der Weltbank erstellt wird und die Qualität der Infrastruktur misst, belegte Senegal 2018 den 141. Platz unter 160 Ländern.

### Straßenverkehr
Das Straßennetz Senegals hat nach dem Stand von 2008 eine Gesamtlänge von 14.825 km, an klassifizierten Straßen, das sind 23,1 km pro 1000 km². Gegenüber dem Jahr 1992, als das Land über 14.280 km verfügte, ist es somit kaum gewachsen. Befestigt sind 4806 km, besonders in den Bevölkerungszentren des Westens, und 10.019 km unbefestigt. Selbst 15 Prozent oder 507 km der höchsten Straßenkategorie, der Nationalstraßen, sind unbefestigt. Für das Jahr 2008 wurde angegeben, dass weniger als 40 Prozent der Straßen in gutem Zustand seien. Dies ist immerhin eine Verbesserung gegenüber 2001, als nur 30 Prozent in gutem Zustand waren.
Nach wie vor sind 30 Prozent der Landbevölkerung weiter als 5 km von einer befahrbaren Straße entfernt, besonders im Osten des Landes, wo auf 1000 km² nur 10–20 km Straße kommen. In den letzten Jahren hat die Regierung das Ziel, Verkehr und Transport für die Landbevölkerung zugänglich zu machen und ihnen damit einen Ausweg aus der Armut zu bieten, konstant verfehlt.
Im Jahr 2008 waren in Senegal 293.800 Fahrzeuge registriert, davon drei Viertel in Dakar, zwei Drittel waren Pkw, 80 Prozent sind als Gebrauchtwagen ins Land gekommen und 60 Prozent waren mit Dieselmotoren ausgestattet. Der Altersdurchschnitt der Fahrzeuge lag bei 10,8 Jahren, was auf ein nach wie vor sehr hohes Alter vieler Fahrzeuge hindeutet, jedoch gegenüber 2001 eine Verbesserung darstellt. Dies ist auf das Verbot des Imports von Fahrzeugen, die älter als fünf Jahre alt sind, zurückzuführen. Im Jahr 2008 kamen 237 Menschen bei Unfällen ums Leben, was für ein Land mit so geringer Motorisierung ein bemerkenswert hoher Wert ist.

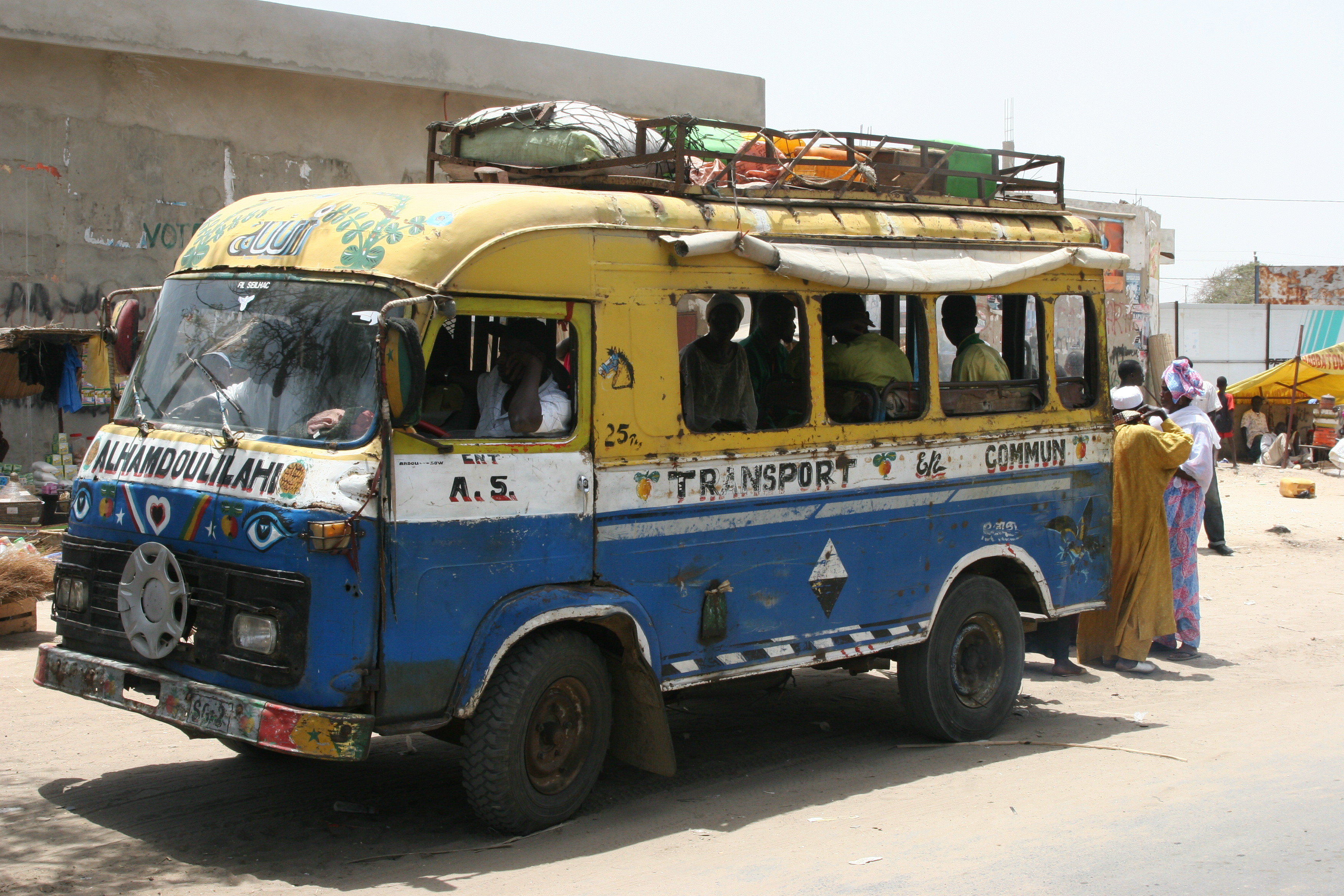
Ein car rapide

Staatlich organisierten öffentlichen Verkehr gibt es nur in der Hauptstadt Dakar, wo der Busverkehr seit dem Jahr 2000 von Dakar Dem Dikk abgewickelt wird. Dieses Unternehmen, das zu 70 Prozent dem Staat gehört, kämpft aufgrund des hohen Alters seines Fahrzeugparkes und der damit verbundenen hohen Instandhaltungskosten mit chronischen Finanzproblemen. Ansonsten wird der öffentliche Verkehr von einer Vielzahl kleiner Unternehmen abgewickelt, die sogenannte Cars rapides, Ndiaga Ndiaye oder Sammeltaxis (sept-places, taxi-brousse) betreiben.
Für die verkehrstechnische Anbindung des Südteils des Landes stellt der Staat Gambia, dessen Territorium tief in das Gebiet des Senegal hineinreicht, eine Herausforderung dar. Sämtliche Transporte aus oder in die Casamance müssen entweder einen langen Umweg über Tambacounda im Osten nehmen oder auf der Transgambienne zwei Grenzübertritte und eine Fährfahrt über den Gambia-Fluss in Kauf nehmen. Seit Januar 2019 steht die neben den Fährterminals errichtete und mautpflichtige Senegambia Bridge zur Verfügung. Die mit dem Transitverkehr durch Gambia verbundenen Kosten und Zeitaufwände waren immer wieder Anlass zu Ärgernissen.
Das Fernstraßennetz des Senegal ist beteiligt an drei transkontinentalen Straßenbauprojekten, den Trans-African Highways
- Kairo-Dakar
- Dakar-N’Djamena und
- Dakar-Lagos

### Eisenbahnverkehr

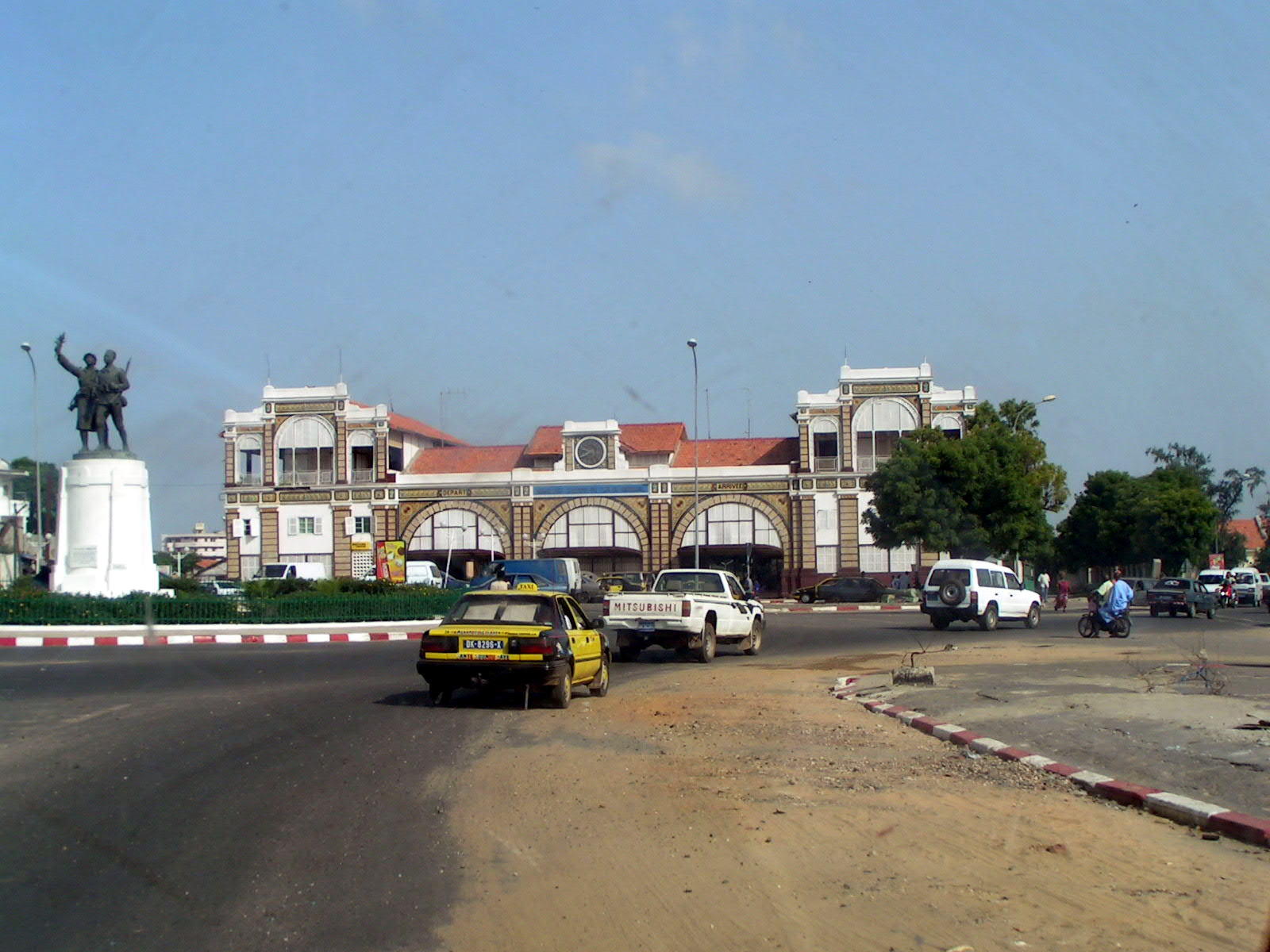
Dakar Hauptbahnhof

#### Infrastruktur
Das Bahnnetz des Senegal hat auf dem Papier eine Länge von 906 km. Dazu gehören eine 70 km lange zweigleisige Strecke zwischen Dakar und Thiès, die 574 km lange Strecke von Thiès nach Kidira, die 193 km lange Strecke von Thiès nach Saint-Louis sowie drei kleinere Zweiglinien. Die erste Eisenbahn des Landes wurde bereits im Jahr 1885 zwischen Dakar und Saint-Louis geöffnet, seit 1968 wurde das Netz jedoch nicht mehr erweitert und lange Abschnitte wurden seit ihrer Inbetriebnahme nicht mehr erneuert. In der Realität ist der Verkehr nach Saint-Louis bereits seit 1999 eingestellt, zwischen Dakar und Thiès ist nur ein Gleis benutzbar.

#### Rettungsversuche
Die bis 2003 durch die Société Nationale des Chemins de Fer du Sénégal betriebene Strecke von Dakar nach Bamako, die 1287 km lang ist, wird seit ihrer Privatisierung durch das Unternehmen Transrail betrieben, das sich für einen Preis von 24 Millionen Euro und eine Zusage zu Investitionen von 50 Millionen Euro die Konzession für 25 Jahre gesichert hat. Transrail befindet sich derweil in großen finanziellen Schwierigkeiten, um eine Rettung des Unternehmens wird gerungen.

#### Betrieb
Der inländische Gütertransport auf der Schiene ist seit der Privatisierung um zwei Drittel gesunken, das auf der Schiene von und nach Mali transportierte Volumen ist hingegen annähernd gleich geblieben und macht mit 310.000 t pro Jahr etwa die Hälfte des mit dem Nachbarland ausgetauschten Volumens aus.
Mit dem Petit train de banlieue gibt es in Dakar einen schienengebundenen Vorortverkehr, der im Jahr 1999 4,8 Millionen Passagiere transportieren konnte, dessen Anteil am gesamten Fahrgastvolumen der Hauptstadt jedoch weniger als ein Prozent ausmacht.
Der letzte schwere Eisenbahnunfall ereignete sich am 31. Dezember 1969 bei Thiès, als ein Personenzug und ein Güterzug zusammenstießen. Mehr als 20 Menschen starben.

### Luftverkehr
Der regelmäßige Luftverkehr in Senegal begann zur Zeit von Französisch-Westafrika namentlich durch die Einrichtung eines Luftpostverkehrs von Frankreich über Westafrika nach Südamerika durch die Compagnie générale aéropostale, die für Zwischenlandungen in Senegal Ende der 1920er Jahre die Hydrobase Saint-Louis eingerichtet hatte. Sie war für den legendären Flugpionier Jean Mermoz am 12. Mai 1930 Startplatz des Erstflugs über den Südatlantik nach Natal (Brasilien) mit dem Wasserflugzeug Comte de la Vaulx und mit 130 kg Post an Bord. Eine weitere Basis für den Südatlantikverkehr war damals der Flugplatz Ouakam bei Dakar, wo schon 1937 Air France, Lufthansa, Ala Litoria, Imperial Airways und British Airways regelmäßig Zwischenstopps einlegten. Da diese Basis dem zunehmenden Luftverkehr nicht mehr gewachsen war, wurde 1944 der Flughafen Dakar-Yoff in Betrieb genommen, der bis 2017 als der internationale Flughafen Senegals diente, zuletzt unter dem Namen Aéroport international Léopold-Sédar-Senghor, wenige Kilometer nordwestlich der Hauptstadt Dakar.
Der neue, moderne Flughafen Dakar-Blaise Diagne befindet sich etwa 45 km östlich von Dakar in der Gemeinde Diass und ist seit Dezember 2017 in Betrieb. In Saint Louis, Cap Skirring und Ziguinchor gibt es Flugplätze, die internationalen Standards entsprechen, zahlreiche weitere Städte haben eigene Landebahnen. Im Jahr 2009 wurden in Senegal 1,6 Millionen Flugpassagiere gezählt, was gegenüber 2007 und 2008, als es noch 1,9 Millionen Passagiere waren, einen deutlichen Rückgang darstellt. Dies wird vor allem auf den Bankrott der nationalen Fluglinie Air Sénégal International zurückgeführt, die 2009 ihren Flugbetrieb einstellen musste. Im Januar 2011 nahm Sénégal Airlines den Betrieb auf. Die neue senegalesische Fluglinie flog mit vier Flugzeugen mittlerer Größe diverse Ziele in Afrika an. 2018 löste Air Sénégal den 2016 eingestellten Flugbetrieb der Sénégal Airlines ab.
Dem Luftverkehr wird keine bedeutende Entwicklung vorhergesagt. Als Hauptgrund dafür wird die mangelnde Rentabilität angesehen, die sich aufgrund der geringen Größe des Landes und des niedrigen Durchschnittseinkommens erwarten lässt.

### Schiffsverkehr

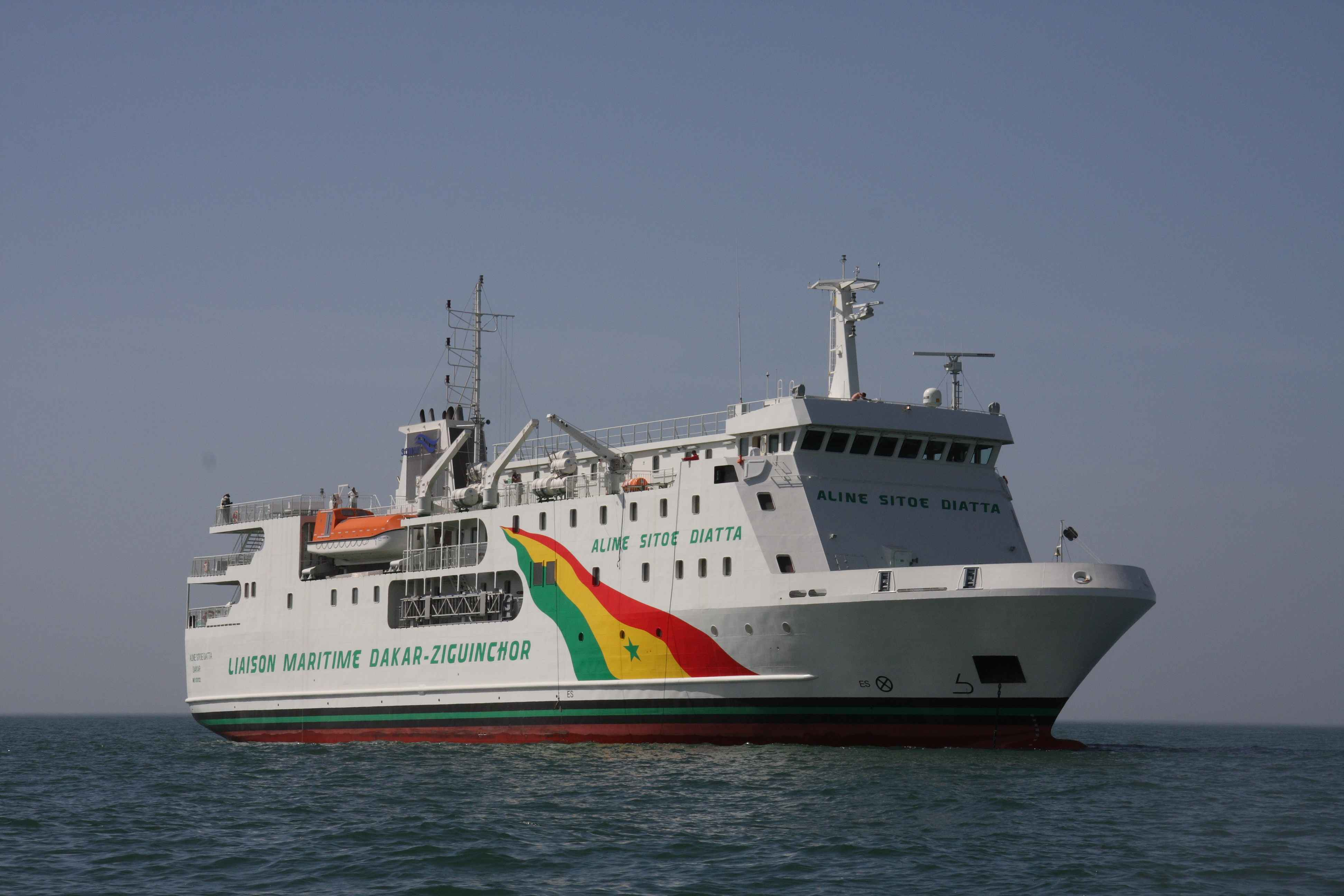
Fährschiff Aline Sitoé Diatta

Über den Seeweg wickelt Senegal 95 Prozent seines gesamten Außenhandels ab. Der mit Abstand wichtigste Hafen ist der Port Autonome de Dakar. Er erreichte im Jahr 2022 einen Umschlag von 22,44 Millionen Tonnen, von denen 18,40 Millionen gelöscht und 4,04 Millionen Tonnen geladen wurden. Gut zehn Prozent des Umschlags entfielen auf den Transithandel mit dem Nachbarland Mali. Weitere Häfen befinden sich in Kaolack und Ziguinchor. Letzterer erreichte 2009 einen Umschlag von 85.000 t und wurde kürzlich für ca. 6 Millionen Euro saniert. Für die Anbindung der Casamance an den Rest des Landes ist der Fährverkehr zwischen Dakar und Ziguinchor von besonderer Bedeutung. Nach dem Untergang der Fähre Le Joola im Jahr 2002 besitzt man seit März 2008 eine um 25 Millionen € aus Deutschland beschaffte Fähre namens Aline Sitoe Diatta, mit der 2009 86.000 Passagiere befördert wurden.
Als Hafenbetreiber fungiert seit 2011 die Agence nationale des nouveaux ports du Sénégal (ANNPS) als Körperschaft des öffentlichen Rechts für alle Häfen des Landes, mit Ausnahme des Port Autonome de Dakar und des Port de Futur bei Ndayane. Hafenstandorte sind:
- Saint-Louis (Flusshafen am Senegal)
- Dakar (Seehafen)
- Kaolack (See- und Flusshafen am Saloum) und seine privaten Nebenhäfen
  - Lyndiane für die Abwicklung des Handels mit Erdnussderivaten (Öle und Schrot)
  - Diorhane an den Salinen für den Export von Salz
- Ziguinchor (See- und Flusshafen am Casamance) und sein Nebenhafen
  - Carabane
- Ndakhonga Hafenzentrum (Pôle portuaire) für RoRo-Schiffe und Mineralöl.
- Hafenbauprojekte sind
  - Foundiougne
  - Bargny-Sendou als Mineralhafen
  - Kayar
- Yachthäfen: an den vom Staat ausgewiesenen Standorten (Saly Portudal)

## Kultur

### Nationale Symbole
Die drei panafrikanischen Farben sind nach dem Vorbild der Trikolore angeordnet. Der fünfzackige Stern symbolisiert die Freiheit und den Fortschritt. Die Flagge besteht seit 1960. Näheres über das Staatswappen findet sich im Artikel Wappen des Senegal.
Die Nationalhymne mit dem Text von Léopold Sédar Senghor lautet: Pincez Tous vos Koras, Frappez les Balafons …. Auf Deutsch: „Zupft alle eure Koras, schlagt die Marimbas, der rote Löwe hat gebrüllt …“

### Presse, Rundfunk und Kommunikation
Die Medienlandschaft ist durch die Anfänge während der französischen Kolonialzeit geprägt. Bereits im Jahr 1856 nahm die Zeitung Moniteur du Sénégal et dépendances (sinngemäß: Senegalesische Nachrichten aus den Bezirken) mit Sitz in St. Louis ihre Arbeit auf. Die meisten senegalesischen Presseorgane sind jedoch erst Anfang des 20. Jahrhunderts entstanden. Ein Missionssender, vor allem von protestantischen Missionsstationen im frühen 20. Jahrhundert gegründet, verbreitete die biblische Botschaft. Kritik daran wurde nicht geduldet.
Nach dem Ersten Weltkrieg entwickelten sich, parallel zur Gründung der Gewerkschaften, die ersten Zeitschriften für die senegalesischen Arbeiter, beispielsweise Voice of Workers of Senegal (1938 gegründet). Erst nach dem Zweiten Weltkrieg hatte der Kontinent Zugang zu modernen aktuellen Informationsmedien. In den 1950er Jahren entwickelte die Zeitschrift Présence africaine, 1947 von Alioune Diop gegründet, die Idee einer panafrikanischen Informationsfreiheit.
1959 wurde die senegalesische Presseagentur Agence de presse senegalaise (APS) gegründet. Sie ist eine autonome Einrichtung und hat das Monopol auf die Verbreitung von Informationen in Senegal über andere Nachrichtenagenturen weltweit. Die Nichtregierungsorganisation Reporter ohne Grenzen sieht in Senegal erkennbare Probleme für die Pressefreiheit.
Die wichtigsten aktuellen Presseorgane sind
- Tageszeitungen: Le Soleil („Die Sonne“) gegründet 1970 als regierungsnahe Zeitung, Sud Quotidien, eine unabhängige Zeitung, das Boulevardblatt Wal Fadjri oder die umsatzstarke neutrale Zeitung l’Observateur und andere
- Eine Besonderheit des senegalesischen Pressewesens ist die Existenz satirischer Zeitschriften wie Le Cafard libéré („Die befreite Küchenschabe“), gegründet unter expliziter Anspielung auf eine französische Zeitschrift, Le Canard enchainé („Die gefesselte Ente“) oder Le Politicien („Der Politiker“)
- Es gibt verschiedene Sport- und Frauen- bzw. Wellnesszeitschriften (Amina, Magazin für afrikanische und karibische Frauen) und mit zunehmender Beliebtheit Kinder- und Jugendzeitschriften (Planète Enfants oder Planète Jeunes)
- Zu den panafrikanischen Zeitschriften gehören die wöchentlich erscheinende Jeune Afrique, gegründet 1960 und beliebt vor allem in der Oberschicht, sowie Titel der internationalen französischen Presse, wie Le Monde, Le Figaro, International Herald Tribune oder der englischsprachige The Guardian
- Auch in Senegal ist die Presse wie anderswo zunehmend der Konkurrenz durch andere Medien unterworfen, wie z. B. den Onlineplattformen Rewmi, Nettali oder Politicosn et Leral

Rundfunk
Aus wirtschaftlichen Gründen und wegen der einfachen Handhabung ist das Radio das einzige wirkliche Massenmedium für die breite Bevölkerungsmehrheit in Senegal. Obwohl die Medien in Senegal eine im Vergleich zu anderen afrikanischen Ländern relativ starke Position genießen, führt die Abhängigkeit von Energie gelegentlich zu gesellschaftlichen Unruhen.
- Zwei Hörfunkprogramme des öffentlich-rechtlichen Senders Radio-Télévision sénégalaise (RTS) sind über UKW nahezu flächendeckend (11 bis 14 Stationen) zu empfangen. Das nationale Programm Chaîne Nationale und 11 regionale UKW-Stationen (mit nationalem Mantelprogramm)[103] bieten Sendungen in den verschiedenen Sprachen ihres Sendegebiets an. Hinzu kommt das Programm Radio Sénégal International, das auch über Satellit (Eutelsat 7° Ost) ebenfalls nur in den Landessprachen empfangbar ist und dessen französische Sendungen sich neben der inländischen Bevölkerung auch an ein internationales Publikum richten. Kurz- und Mittelwellensender wurden abgeschaltet.
- Es gibt zahlreiche beliebte Programme in den regional verbreiteten Sprachen, darunter auch einige weltweit über das Internet empfangbare.
- International in Senegal vertretene Radiostationen sind Africa Radio aus Gabun oder Radio France Internationale.

Fernsehen gibt es in Senegal seit 1963. Es wurde mit Hilfe der UNESCO gegründet, regelmäßige Sendungen gibt es aber erst seit 1965. Über Satellit sind zahlreiche internationale private Sender verfügbar, allerdings aus Kostengründen unter Ausschluss der breiten Bevölkerungsmehrheit. Fernsehen ist beliebt, muss aber oft kollektiv von mehreren Haushalten gemeinsam genutzt werden.
- Der öffentlich-rechtliche Sender RTS bot lange Zeit das einzige empfangbare Fernsehprogramm an. Er ist ebenfalls u. a. über Eutelsat empfangbar. Terrestrischen Empfang gibt es nicht mehr.
- Ein nationales privates Fernsehvollprogramm ist 2sTV. Daneben gibt es noch einige Spartenprogramme und Bezahlfernsehen.

Internet und Telekommunikation
Nach Angaben der les Systèmes d’Information, les Réseaux et les Inforoutes au Sénégal (Beobachtungsstelle für Informationssysteme, Netzwerke und Informationsübertragung in Senegal, OSIRIS), gab es im September 2007 650.000 Internetnutzer und 34.907 Teilnehmeranschlüsse, darunter 33.584 mit einer ADSL-Verbindung. Schätzungen gehen derzeit für Senegal von 800 Zugangsknoten zum Internet aus. Im April 2007 waren 1921 Domains unter der Top-Level-Domain „.Sn“ gemeldet, aber nur 540 Seiten waren tatsächlich online. Im Jahr 2022 nutzten 60 Prozent der Einwohner des Senegal das Internet.
In einem Land, in dem Freundlichkeit und mündliches Verhandeln im Mittelpunkt familiären und gesellschaftlichen Lebens stehen, hat Mobiltelefonie schnell Marktanteile gewonnen. Die beiden Betreiber, die sich den senegalesischen Markt aufteilen, sind derzeit Sonatel (deren Leistungen seit 2006 unter der Marke Orange vertrieben werden) und Tigo. Zusammen hatten sie im Dezember 2007 4.122.867 registrierte Nutzer. Zeitgleich wurden 269.088 Festnetztelefonate am selben Tag gezählt, hinzu kommen Gespräche aus den 17.000 öffentlichen Telefonen im gesamten Gebiet.

### Film
Der senegalesische Schriftsteller und Filmemacher Ousmane Sembène gilt als „Vater“ des afrikanischen Films.
Zu den bedeutendsten Regisseuren des afrikanischen Kinos zählte auch Djibril Diop Mambéty.

### Traditionelles Leben
Da die Muslime, insbesondere die Muriden, den Hauptteil der Bevölkerung stellen, sind auch die islamischen Feiertage von besonderer Bedeutung.
Einer der wichtigsten von ihnen ist der Maouloud, der Geburtstag des Propheten Mohammed, der – nach christlicher Zeitrechnung – im Jahr 570 stattfand. So finden in Senegal Wallfahrten zu bestimmten Orten statt, so zum Beispiel seit 150 Jahren nach Tivaouane im Nordosten des Landes oder nach Kaolack, auch der Staatspräsident nimmt manchmal teil.
In drei schwer zugänglichen Bergländern der Region Kédougou im Südosten Senegals liegen die Kulturlandschaften der Bassari, Fula und Bedik. Sie wurden als Bassari-Land in das UNESCO-Welterbe aufgenommen, weil dort die Landnutzungs- und Siedlungsmuster, die traditionelle Architektur, die heiligen Wälder und Heiligtümer zusammen mit den altüberlieferten landwirtschaftlichen und sozialen Praktiken, Ritualen, Überzeugungen und die traditionelle Bildung der Volksgruppen dazu beigetragen haben, die menschliche Besiedlung durch den respektvollen und nachhaltigen Umgang mit den knappen Ressourcen dauerhaft zu sichern. Die Bewohner haben in landwirtschaftlicher, sozialer, ritueller und spiritueller Hinsicht ursprüngliche Bräuche bewahrt, die auf die gegebenen Umweltbedingungen nachhaltig abgestimmt sind.

### Musik

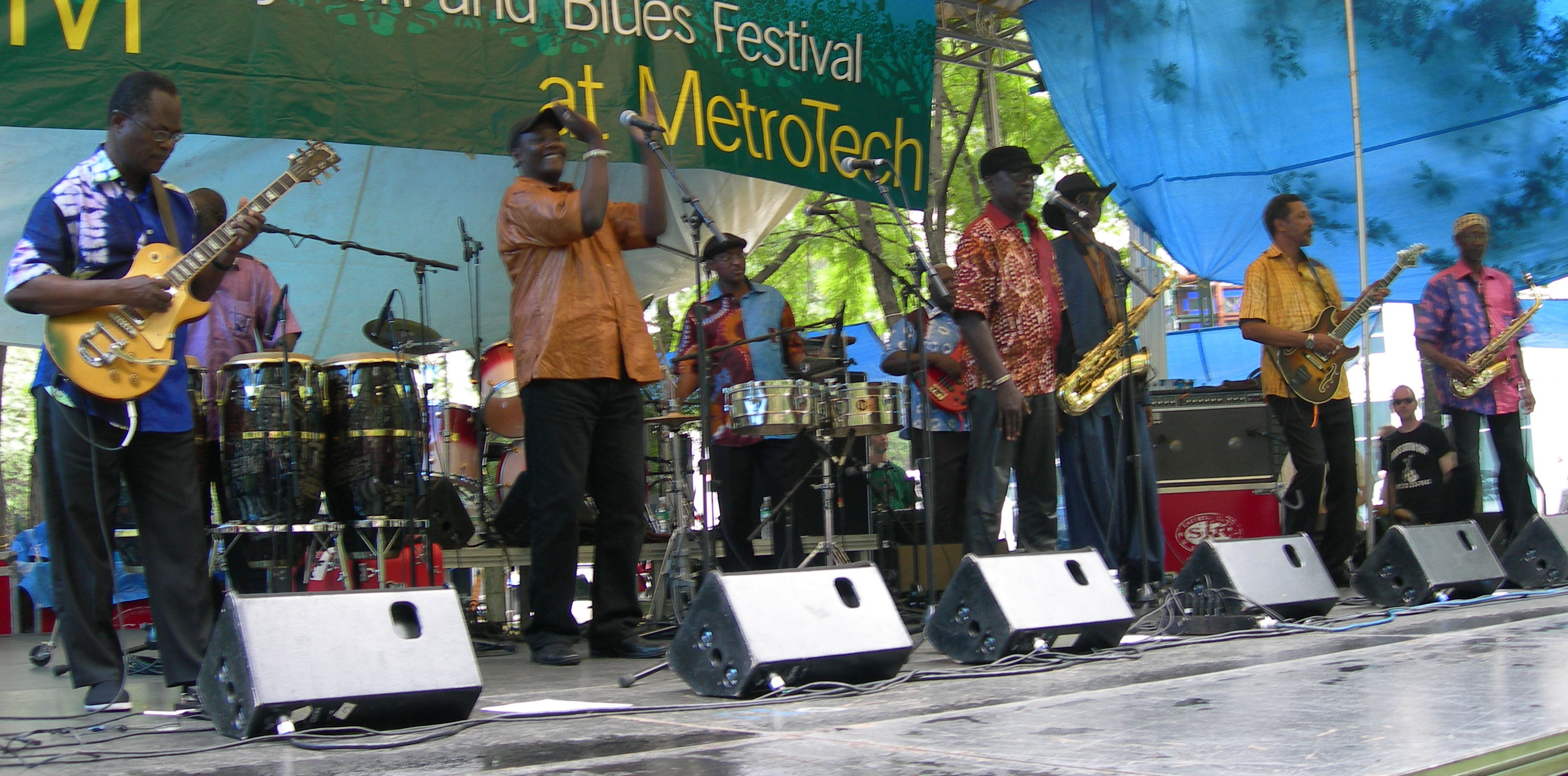
Orchestre Baobab 2008 in New York

Für alle Völker des Senegals ist Musik, kombiniert mit Tanz und Erzählung, die wichtigste kulturelle Ausdrucksform. Traditionellerweise wird Musik durch die Griots gemacht, wobei Schlag- und Saiteninstrumente zum Einsatz kommen. Traditionelle Musikinstrumente sind die gezupfte Binnenspießlaute Xalam, die einsaitige Fiedel Riti, die Bechertrommel Djembé und die Stegharfe Kora. Die Sanduhrtrommel Tama wird unter den Arm geklemmt geschlagen. Alle Ereignisse im öffentlichen oder privaten Leben werden traditionell von Musik, seien es Sologesänge, Gesänge mit Orchesterbegleitung oder rein instrumentale Darbietungen, begleitet.

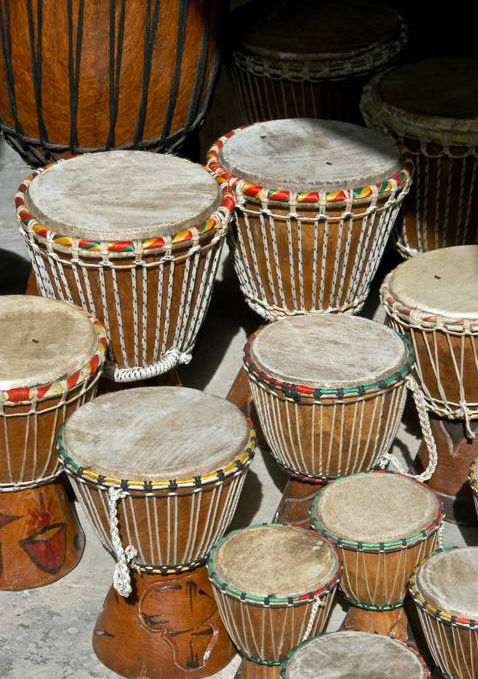
Djembe Senegal

Das 20. Jahrhundert hat der senegalesischen Musik bedeutende Weiterentwicklungen gebracht. In den 1930er Jahren kam Jazzmusik durch das Radio in das Land und wurde von der urbanen Bevölkerung sofort als Gegenkonzept zur französischen Kolonialkultur aufgenommen. Die bedeutendste Künstlerin dieser Zeit war Aminata Fall, die Sängerin von Star Jazz. Bis in die 1970er Jahre wurde die Musikszene durch afrokubanischen Jazz dominiert, der mit senegalesischen und anderen afrikanischen Elementen kombiniert wurde, hier ist das Orchestre Baobab zu nennen. In den 1980er Jahren wurde der Mbalax, bei dem das senegalesische Perkussionselement den Jazz dominiert, populär. Die wichtigsten Größen des Mbalax sind Youssou N’Dour, Ismaël Lô, Omar Pene und Baaba Maal. Ursprünglich als zu vulgär bezeichnet, durfte er im senegalesischen Radio vor 1988 nicht gespielt werden; dies änderte sich erst 1988. Heute ist Mbalax omnipräsent in Medien und Werbung. Neben Mabalax ist auch Sabar sehr beliebt.
In den späten 1980er Jahren begannen Rap und Hip-Hop in Senegal Fuß zu fassen. Der entstehende Senerap wurde unter jenen Jugendlichen des Landes, die aus wirtschaftlichen Gründen von der Konsumorientierung des Mbalax ausgeschlossen waren, populär. Gleichzeitig ist der senegalesische Rap nach französischem Vorbild sehr politisch, spricht direkt soziale Konfliktpunkte an und brüskiert die ältere, konservative und islamische Generation bewusst. Die erste erfolgreiche senegalesische Rap-Gruppe war Positive Black Soul, heute ist Akon der bedeutendste Rapper des Landes.

### Essen und Trinken

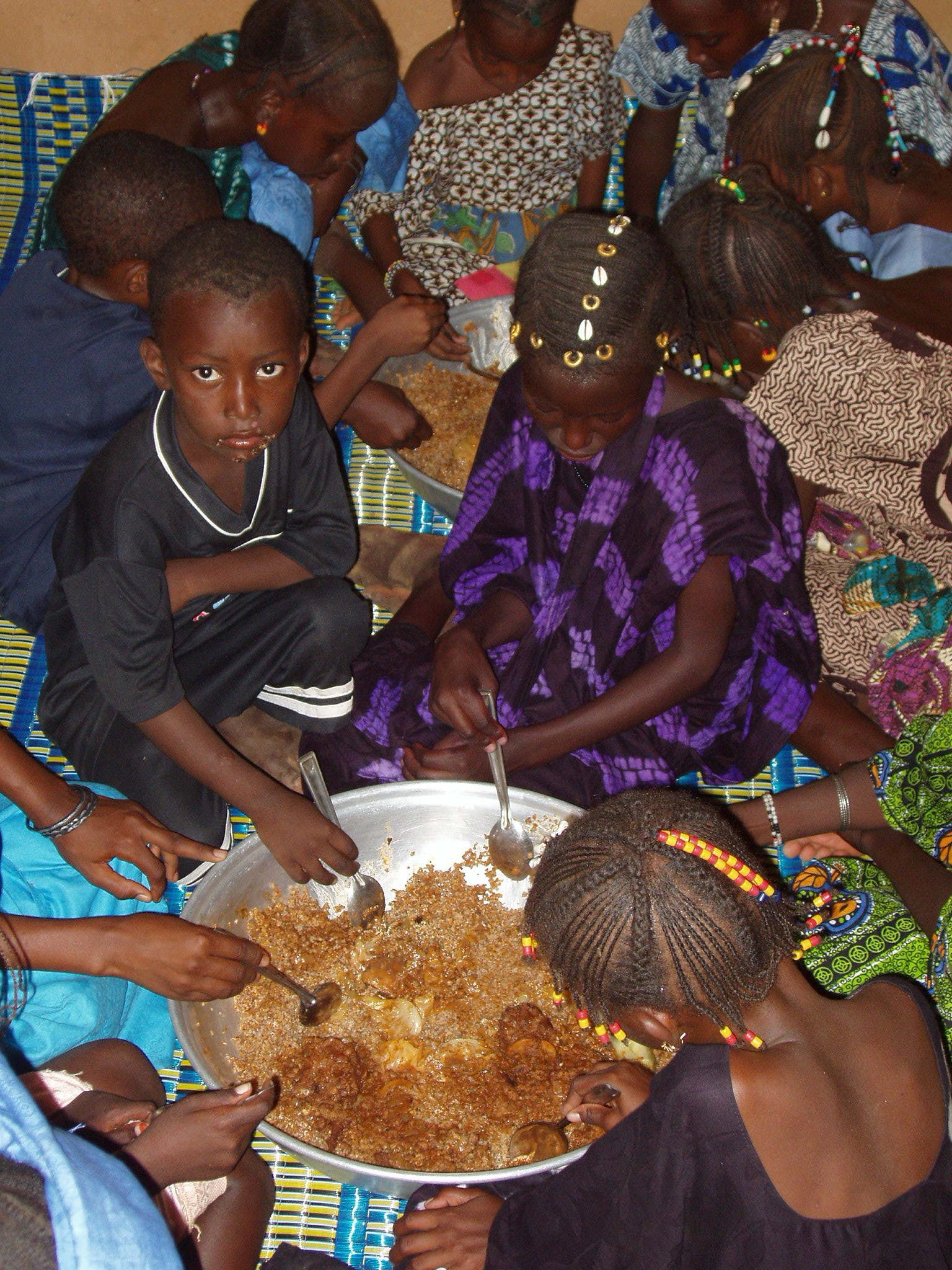

Die traditionellen Grundnahrungsmittel der Bevölkerung des Senegal sind Hirse und Sorghum, die vorwiegend als Brei gegessen werden, sowie Hülsenfrüchte und Kuhmilch. Diese werden heute vorwiegend auf dem Land konsumiert. In den Städten wird Reis bevorzugt. Reis wird zwar in der Casamance seit langem angebaut und spielt dort eine große kulturelle Rolle, die Produktion reicht jedoch bei weitem nicht aus, um den Bedarf des Landes zu decken. Der Großteil des Verbrauches muss daher durch Importe gedeckt werden; dies gilt auch für Weizen, der für die populären, von den Franzosen übernommenen, Baguettes benötigt wird.
Zahlreiche Gemüsearten wie Zwiebeln, Paprika, Süßkartoffeln, Karotten, Maniok und Auberginen sind durch Bewässerungsfeldbau ganzjährig verfügbar; Früchte wie Melonen, Mangos oder Zitrusfrüchte sind nur zu bestimmten Jahreszeiten zu haben und kommen vor allem aus den Niayes, den relativ humiden Niederungen zwischen den Dünen. Die wichtigste Proteinquelle sind Fische, die entlang der Küste frisch verzehrt, im Inland getrocknet und verarbeitet werden. Fleisch wird in der Regel nur an Festtagen konsumiert.
Die warmen Mahlzeiten werden traditionellerweise in einem großen Topf gereicht, um den die Familienmitglieder auf dem Boden sitzen. Gegessen wird mit den Fingern oder zunehmend mit Löffeln. In großen Familien essen die Frauen und Kinder von den Männern getrennt.
Den Status des Nationalgerichtes besitzt Thieboudienne, seit 2021 auch Immaterielles Kulturerbe der Menschheit. Es ist ein Gericht aus in Tomatensoße gekochtem Reis, geschmortem Gemüse und Fisch. Hiervon ist das Reisgericht Benechin abgeleitet.
Yassa ist Fleisch oder Fisch, das mariniert, gebraten und mit Reis serviert wird. Mafé ist ein Gericht, bei dem Fleisch und Gemüse in Erdnusssoße geschmort und mit Reis serviert werden.
Einige bekannte Getränke des Senegal sind Bissap aus Hibiskusblüten, Gingembre aus Ingwer und Bouye aus der Baobab-Frucht. Man konsumiert sie süß und kalt. Ataya ist der senegalesische Tee, der meist in einer langen Zeremonie aus kleinen Gläsern getrunken wird. Obwohl Senegal ein muslimisch dominiertes Land ist, wird in Senegal Bier gebraut.

### Sport

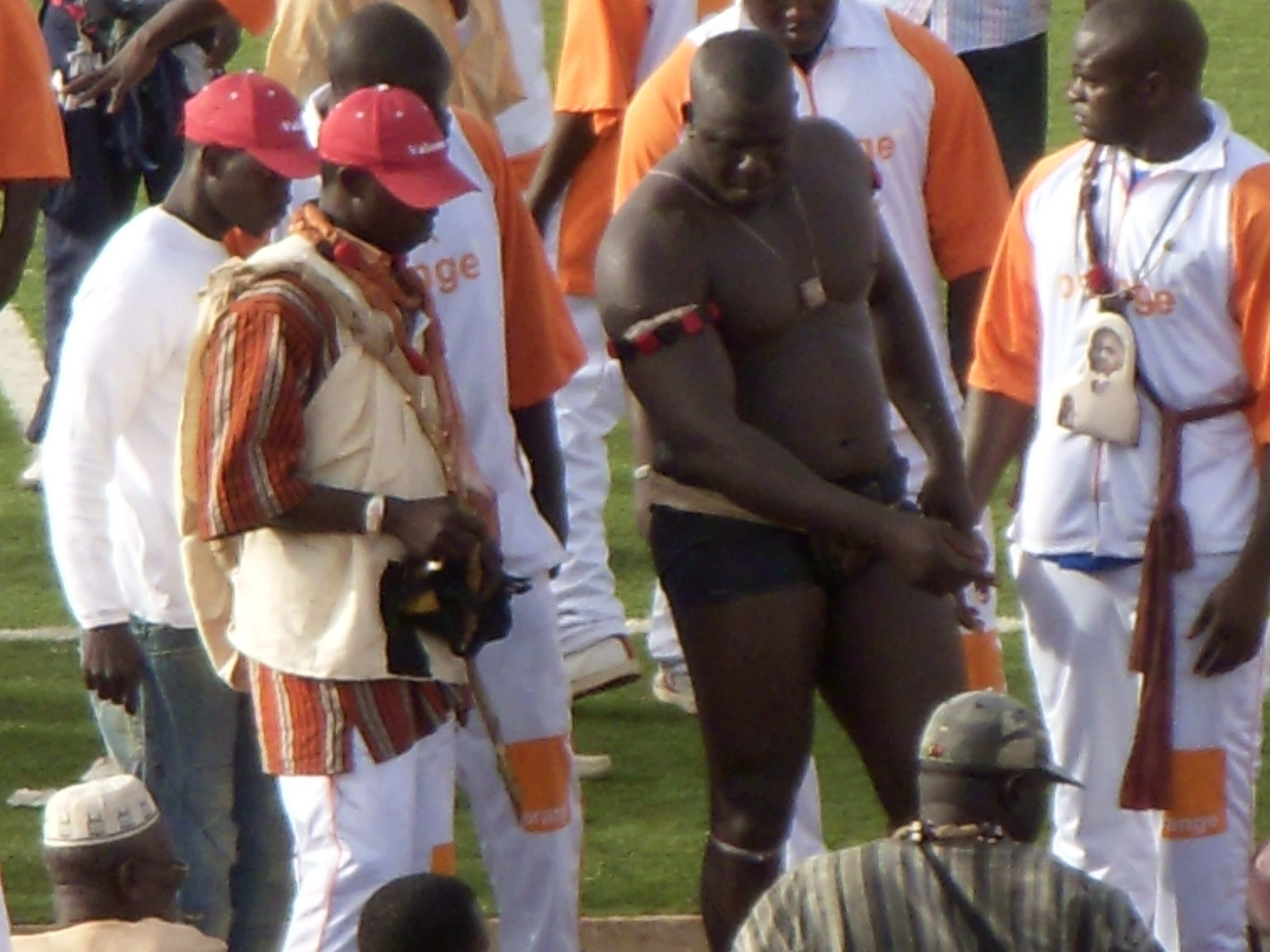
Yékini 2006, Roi des arènes 2004–2012

Zwei Sportarten dominieren in Senegal, nämlich das als Lutte sénégalaise bekannte senegambische Ringen und der Fußball. Das Ringen ist in Senegal ein Kampfsport, der seine Wurzeln sowohl in kriegerischen Auseinandersetzungen als auch in traditionellen afrikanischen Religionen hat. Er hat sich deshalb nur in jenen Völkern erhalten, die nicht oder spät islamisiert wurden, also vor allem unter den Diola, Serer und Lébou. Bei einem Ringkampf, der traditionellerweise auf dem Dorfplatz stattfindet und Mbapat genannt wird, treten nicht nur die Kämpfer selbst, sondern auch die Schutzgeister aller Involvierten gegeneinander an. Einem Mbapat gehen deshalb langwierige rituelle Handlungen und Opfer voraus. Der Kampf selbst dauert nur kurz; wer als Erster den Boden mit einem anderen Körperteil als Hand oder Fuß berührt, geht als Verlierer vom Platz. Das Ringen wurde ab 1920 auch in den Städten populär. 1959 wurde es zum Nationalsport erklärt und hat seitdem in Medien und Politik Fuß gefasst. Speziell die Stars im Schwergewicht mit Kampfnamen wie Tyson, Bombardier oder Yékini haben große Anhängerschaften und sind in der Klatschpresse sehr präsent.

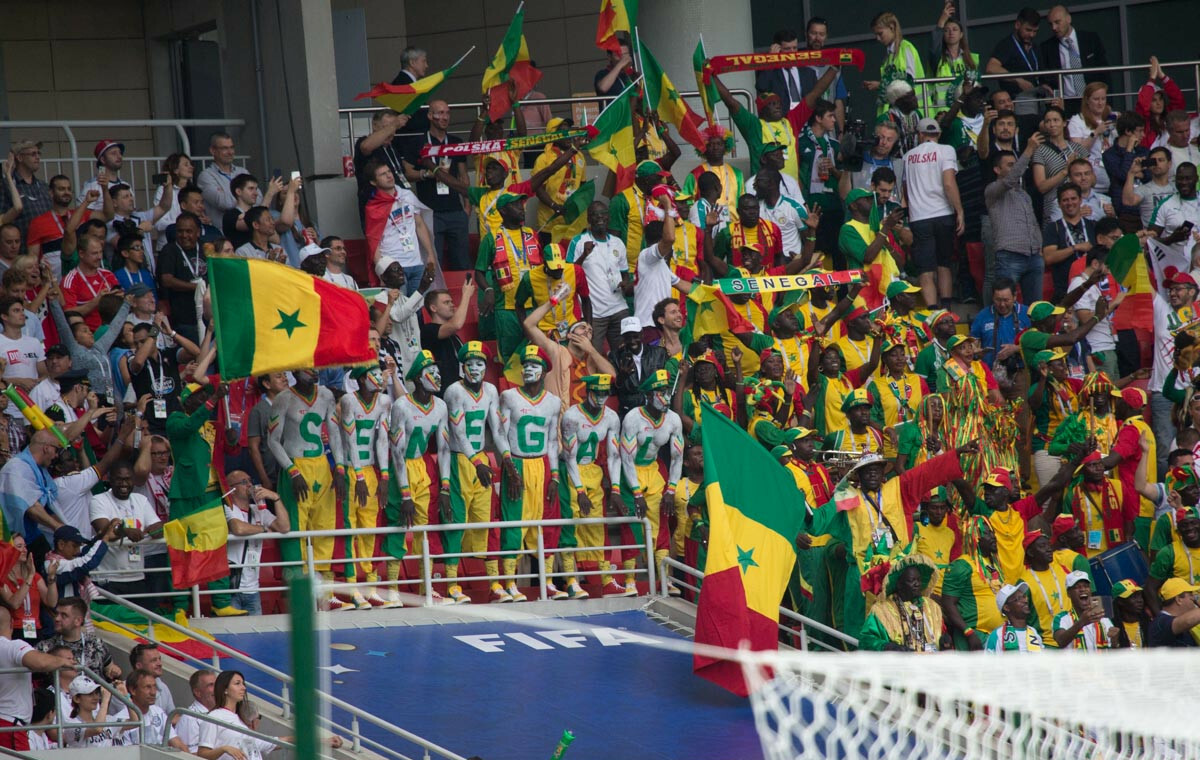
Senegalesische Fans bei der Fußball-Weltmeisterschaft 2018 in Russland

Der senegalesische Fußball hat eine eigene offizielle Liga, die zwar einerseits unter schlechter Infrastruktur und Unterbezahlung leidet, andererseits jedoch einheimischen Talenten als Sprungbrett in europäische Clubs dient; zu den Stars, die diesen Weg gingen, gehört El Hadji Diouf. Daneben existieren zahlreiche nawetaan-Clubs, die ursprünglich in Gemeinschaften von Arbeitsmigranten entstanden und so in die Städte kamen. Sie finanzieren sich fast ausschließlich aus lokalen Quellen und haben in den Zuwanderervierteln eine sehr hohe Bedeutung. 2002 erreichte die senegalesische Fußballnationalmannschaft zum ersten Mal das Finale des Afrika-Cups. Ein halbes Jahr später nahm Senegal ebenfalls erstmals an einer Fußball-Weltmeisterschaft teil: Bei dem Turnier 2002 in Japan und Südkorea siegte sie im Eröffnungsspiel überraschend gegen den amtierenden Welt- und Europameister Frankreich und erreichte später das Viertelfinale; Erwartungen von Experten wurden dabei bei weitem übertroffen. Im Juni 2004 belegte die Mannschaft Senegals mit dem 26. Platz ihre bis dahin höchste Platzierung in der FIFA-Weltrangliste, nachdem sie noch im Dezember 1998 auf Rang 95 ihre niedrigste Platzierung hatte (Stand: Mai 2010). 2022 gewann die Nationalmannschaft unter dem Trainer Aliou Cissé erstmals den Afrika-Cup, nachdem sie bereits 2019 das Finale erreicht hatten.
Zu den Sportarten, die durch die Franzosen in den Senegal eingeführt wurden, gehören neben Fußball auch Radsport, Leichtathletik, Gymnastik, Basketball und Schwimmsport. Muslimische Führer widersetzten sich anfangs dem Versuch, in Senegal eine europäische Sportkultur zu etablieren. 1930 wurde Sport auch für Frauen erlaubt. Die frühesten internationalen Erfolge auf sportlichem Gebiet errang 1922 der senegalesische Boxer Battling Siki, der im Kampf gegen den Franzosen Georges Carpentier als erster Afrikaner Boxweltmeister wurde. Der senegalesische Speerwerfer Samba Ciré nahm für Frankreich an den Olympischen Spielen 1924 in Paris teil. Ebenfalls für Frankreich gewann der 200-Meter-Läufer Abdoulaye Seye an den Olympischen Spielen 1960 in Rom eine Bronzemedaille. In den Jahren nach der Unabhängigkeit wurde ein Nationales Olympisches Komitee gegründet und senegalesische Sportler nahmen regelmäßig an Olympischen Sommerspielen und manchmal auch an Winterspielen teil. Die erste olympische Medaille für den Senegal gewann der 400-Meter-Hürdenläufer Amadou Dia Ba bei seinem zweiten Platz 1988 in Seoul. Bei den Leichtathletik-Weltmeisterschaften 2001 gewann Amy Mbacké Thiam den 400-Meter-Lauf.

#### Rallyesport
Bis 2007 führte die Rallye Dakar und seit 2009 führt das Africa Eco Race durch den Senegal.

#### Inklusion
Special Olympics Senegal wurde in den 1990er Jahren gegründet und nahm mehrmals an Special Olympics Weltspielen teil.